# Histoire de la marine française de l'Antiquité à la Renaissance

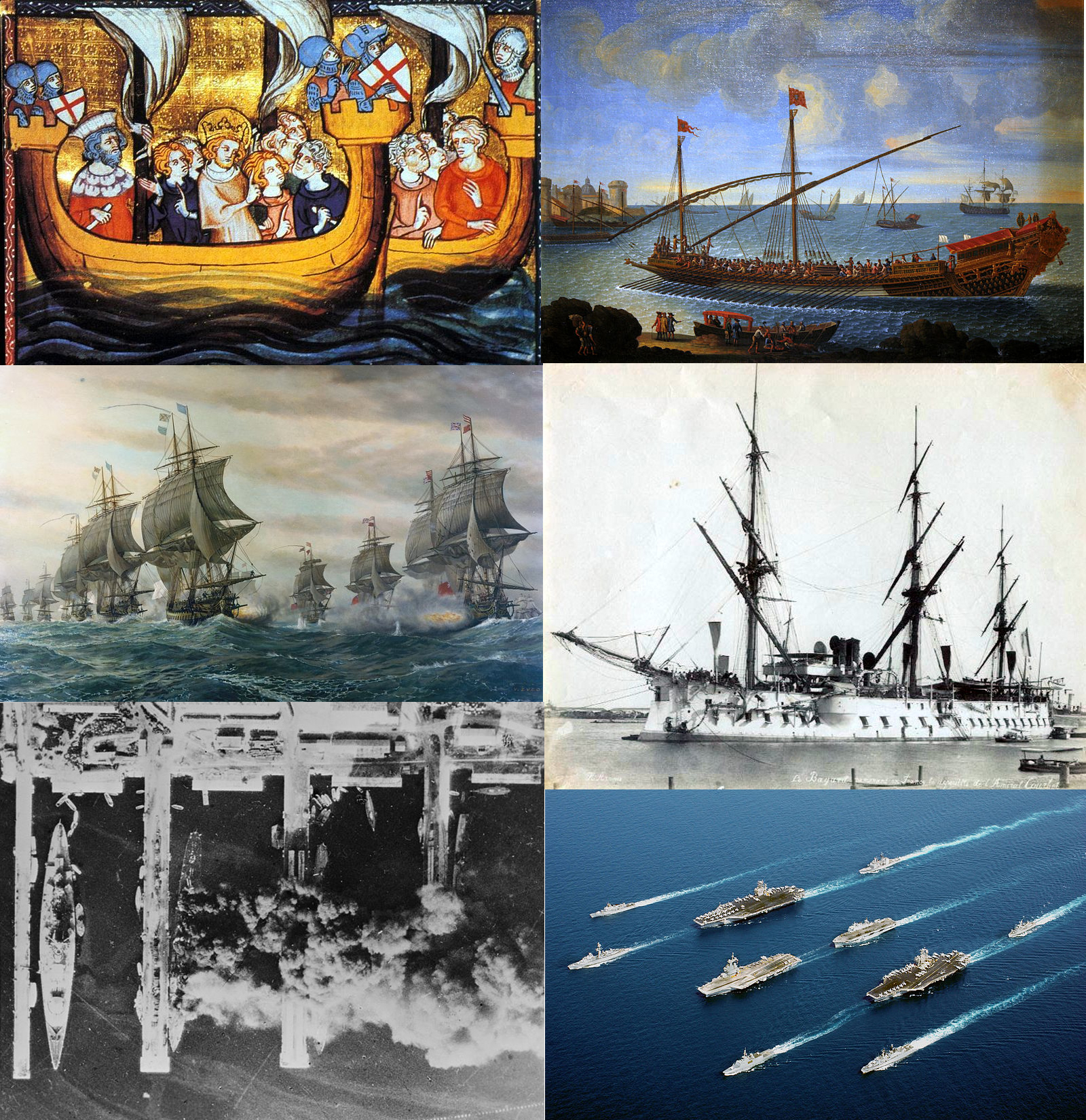
Diverses vues de la marine militaire française, du Moyen Âge au XXIe siècle.

L'histoire de la marine française de l'Antiquité à la Renaissance couvre la période allant du Ve siècle av. J.-C. aux années 1600. Sous l'Antiquité, le territoire qui sera plus tard la France et que les Anciens appellent la Gaule voit se former sur ses côtes deux expériences de puissances navales : celle de Massalia, venue de Grèce vers 600 av. J.-C. et celle, plus endogène, des Vénètes sur la côte atlantique. Expériences d’autant plus intéressantes que la Gaule, dès cette époque, se définit surtout par sa richesse agricole et que le littoral, parcouru de courants et vents difficiles, manquant d’abris en eaux profondes, est loin d’être favorable à la navigation. Ces deux thalassocraties, néanmoins, sont réduites par Jules César au Ier siècle av. J.-C., lorsque la Gaule est conquise et que la Méditerranée, pacifiée, devient un lac romain pour cinq cents ans.
Avec la disparition de l’Empire romain et l’apparition de l’islam la Méditerranée redevient un espace de confrontation. Cette confrontation lance, pour la première fois de leur histoire, ceux que l’on appelle encore les « Francs » de l’autre côté de la Méditerranée avec les croisades, régulièrement menées par mer aux XIIe et XIIIe siècles. Cette expérience permet à la jeune monarchie capétienne de fonder son premier port sur les côtes méditerranéennes à Aigues-Mortes et de louer, puis faire construire ses premiers navires. L’expérience des croisades, cependant, est sans lendemain car ce sont surtout les villes italiennes (Venise, Gênes) qui profitent des nouveaux courants d’échanges avec l'Orient et c’est l’Espagne qui domine militairement la Méditerranée occidentale à partir du XIIIe – XIVe siècle avec la conquête de la Sicile et de l’Italie du sud. Auparavant, avant même l'idée des croisade, dès l'an 800, au Nord, les invasions normandes sont une des causes de la dislocation de l’Empire carolingien, mais elles donnent naissance à la première province maritime du royaume au Moyen Âge : la Normandie. Province riche et dynamique qui organise une invasion de l’Angleterre en 1066 et enjeu, aux XIIe et XIIIe siècles d’une longue lutte entre les Capétiens et les Plantagenêts. Ces luttes donnent même l’occasion à la couronne française de tenter une conquête de l’Angleterre en 1217. Les guerres en Flandre obligent les Capétiens à développer leur premier arsenal de marine en Normandie, au Clos aux galées, et la guerre de Cent Ans, qui oppose la France et l’Angleterre aux XIVe et XVe siècles, est marquée par une intense activité navale.
La mer, cependant, reste lointaine et plutôt marginale pour les rois de France, malgré l’intégration progressive de la côte atlantique et méditerranéenne à leur autorité. Au début du XVe siècle, le Portugal contourne l’Afrique et arrive en Inde. L’Espagne, en 1492, touche l’espace caraïbe puis se lance à la conquête du « Nouveau Monde ». Les rois de France préfèrent se lancer à la conquête de l’Italie avant de débuter au XVIe siècle leur longue confrontation continentale contre les Habsbourg d’Espagne et d’Autriche. Des pêcheurs, des navigateurs et des commerçants français sont pourtant présents sur les côtes de Terre-Neuve ou du Brésil, mais cela reste des entreprises individuelles peu ou pas soutenues par l’État, malgré la tentative de François Ier – le plus « naval » des rois de France de cette époque – de rattraper le retard. Les conflits avec l’Espagne et l’Angleterre au XVIe siècle donnent pourtant lieu à de nombreuses confrontations navales, mais les rois de France se contentent de former des flottes de guerre provisoires qui sont dissoutes après la paix (ou après une trêve) et s’en remettent volontiers à la course, qui ne leur coûte rien, mais n’apporte rien non plus de solide sur le plan politique (et territorial). Pour qu’il y ait réellement une marine française il faudrait qu’elle soit permanente, ce qu’elle n’est pas. Il n’y a donc qu’une « marine quasar » qui fonctionne par pulsation brutale et qui disparait presque aussi vite que ce qu’elle est apparue même si elle est parfois capable de fournir de grosses concentrations en navires et en hommes.
Alors que l’Espagne, géant naval du XVIe siècle, est pourvue d’une solide marine et d’une tout aussi solide administration navale, alors que l’Angleterre se dote, au milieu du siècle, des bases de ce qui sera plus tard la Royal Navy, les rois de France, tout à leurs tropismes continentaux et à leurs problèmes intérieurs, ne franchissent pas cette étape. La charge d’Amiral de France est d’abord et avant tout un enjeu des luttes d'influences autour du roi et avec les guerres de Religion, à partir des années 1560, les amiraux combattent essentiellement à terre. Les Protestants créent même une Amirauté rebelle. Pourtant, l’apport huguenot est important sur le plan naval car les régions littorales les plus touchées par la Réforme (la Normandie, l'Aunis, le Poitou, la Saintonge) font preuve d’un réel dynamisme. La plupart des marins normands sont protestants et La Rochelle s’affirme comme une grande cité maritime, quasi indépendante à la fin du XVIe siècle, mais cela accentue encore les affrontements avec l’autorité royale. À l’avènement d’Henri IV, le littoral français est dans l’ensemble à l’abandon et le roi n’a qu’un seul bâtiment de guerre alors qu’au même moment l’Angleterre résiste à l’Invincible Armada. C'est au siècle suivant, avec Richelieu et Colbert, que la France se dotera d'une marine permanente, avec l'administration, les arsenaux et les budgets adéquats.

## Des conditions naturelles peu favorables à l'expansion navale

### Les contraintes géographiques intérieures

Carte physique simplifiée de la France métropolitaine actuelle. Le pays est ouvert sur deux façades maritimes, mais il est difficile de passer de l'une à l'autre et l'espace intérieur se définit essentiellement par sa richesse agricole.

Lorsqu'on examine une carte d’Europe, la France semble en position favorable face à la mer. Sa double façade maritime s’ouvre, à la fois sur la vieille civilisation méditerranéenne et sur celle, industrielle et commerçante d’Europe du Nord. Des trois grands isthmes européens, la France possède celui qui est, à la fois le plus court et le plus nettement déterminé par la nature : le seuil de Naurouze met en relation le bassin aquitain et la plaine littorale languedocienne. Le sillon rhodanien diverge en Y à la fois vers le fossé rhénan de l’Europe du Nord et sur le plateau de Langres, c'est-à-dire le Bassin parisien. Ce contact Nord-Sud expose la France à de nombreuses influences sur un territoire qui est assez immense à l’échelle européenne et qui présente la particularité d’avoir un climat et un terroir très favorable à l’agriculture. Les conséquences de cette situation sont doubles :
- La France est obligée de disposer de deux flottes de commerce, de deux flottes de guerre, les unes du « Levant » (Méditerranée), les autres du « Ponant » (Atlantique). L’avantage se mue ici en un inconvénient financier majeur, comme en faiblesse stratégique et politique de poids.
- La richesse du terroir agricole qui porte et nourrit un peuplement assez abondant ne pousse guère à se tourner vers l’horizon maritime, contrairement à des régions comme la Grèce ou la péninsule Ibérique qui ont presque toujours, dans leur histoire, cherché ailleurs ce que ne pouvait pas leur fournir leurs terres arides ou/et montagnardes. C’est ainsi que les ports français ont souvent été fréquentés par des navigateurs étrangers venus chercher ce dont ils avaient besoin sans que les Français se soucient eux-mêmes d'exporter leurs produits[1]. Seuls les Bretons, dont la pauvreté de l’arrière-pays n’assure pas la survie, deviennent marins par nécessité.

S’y ajoute une autre considération moins visible, mais très prégnante : la difficulté de passer d’un bassin fluvial à un autre. Pour franchir le plateau de Langres, il faut monter à 300 mètres, et à 100 mètres pour la jonction est-ouest entre le Languedoc et le golfe de Gascogne. Le rêve d’un grand canal maritime nord-sud a hanté presque jusqu’à nos jours les esprits des ingénieurs comme des stratèges navals mais, c’est un rêve resté mort-né car extraordinairement coûteux et non rentable. Jusqu’au XVIIe siècle, la France se décompose en cinq plus ou moins grands bassins fluviaux naturels (Somme, Seine, Loire, Charente et Garonne) orienté vers la pente « atlantique », et un grand bassin (Rhône et Saône) courant vers la Méditerranée, ces deux ensembles étant très difficiles à relier l’un à l’autre. La géographie allemande, plus facile, a permis à Charlemagne, dès le Haut Moyen Âge, de réaliser la jonction Rhin-Main-Danube. Il a fallu attendre le règne de Louis XIV pour que Pierre-Paul Riquet puisse réaliser, au prix d’efforts gigantesques, le canal du Midi. 

« Ainsi, les possibilités de « rechange » court-circuitant un obstacle humain militaire maritime sont minces, précaires et dépendantes d’un immense effort étatique. Du point de vue maritime, l’isthme français suggère des solutions commodes de voir-venir, et déconseille l’action, ou du moins oblige à une politique volontariste de longue haleine. »

— Martine Acerra et Jean Meyer

### Un mythe: la «bonté des côtes de France»

#### Peu de ports en eau profonde

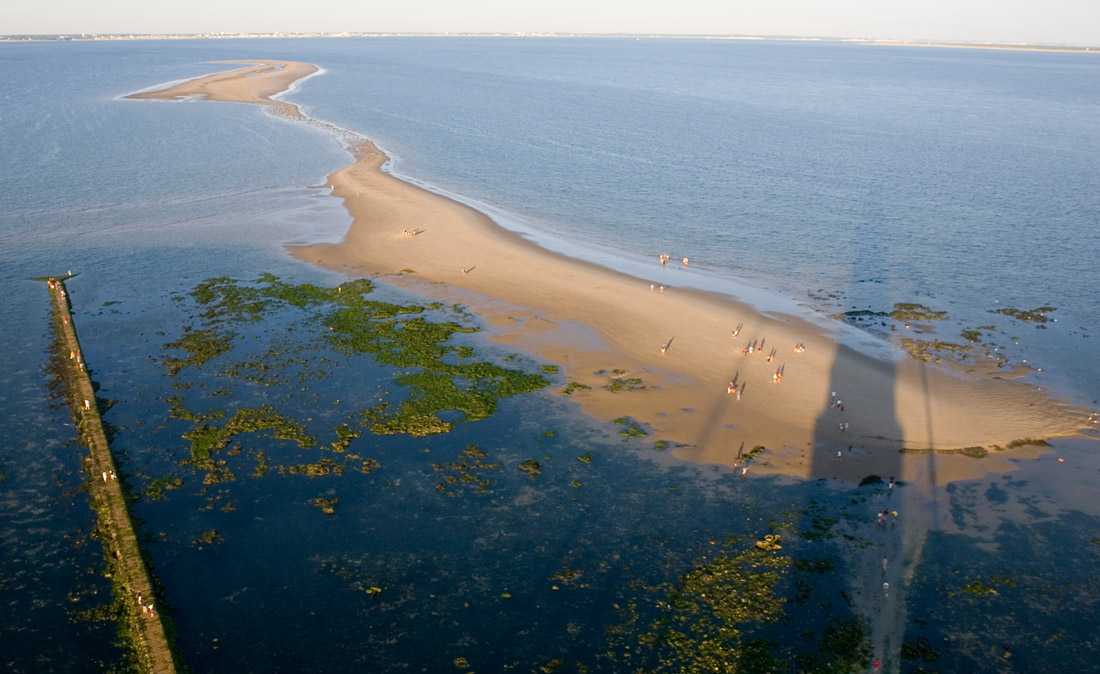
Banc de sable à Cordouan, sur l'estuaire de la Gironde. Contrairement à ce qu'en disent les textes anciens, les côtes françaises, manquant de profondeur et parcourues de courants défavorables, ne sont pas propices à la marine à voile.

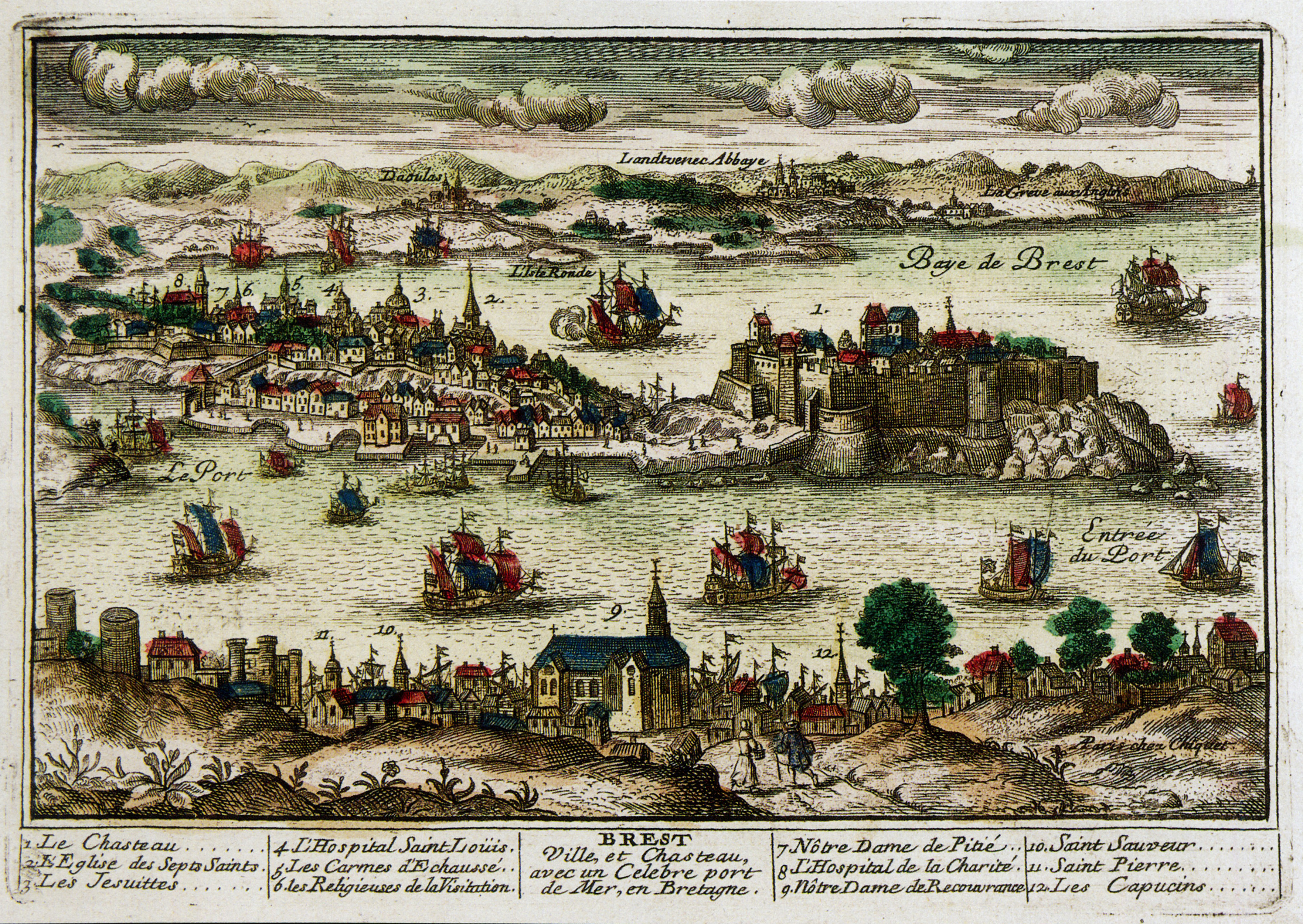
Vue de la rade de Brest au XVIIe siècle. Seuls Brest et Toulon ont une profondeur suffisante pour accueillir les grandes flottes de guerre à partir du XVIIe siècle.

La question essentielle est celle des ports. Lorsqu’on se plonge dans les archives des XVIe et XVIIe siècles concernant le littoral, on est frappé par le discours presque récurrent sur la « bonté des côtes de France ». Au dire des géographes de cette époque, l’idéal existerait pour une activité maritime intense : multitude de anses et de petits ports ; grands estuaires propices à la navigation et à la pénétration dans les terres, îles protectrices, etc. La réalité est autre. Aux vastes estuaires correspondent des barres mouvantes de contact entre eau salée et eau douce, de forts courants, des alluvions, des profondeurs limitées. Pour atteindre un grand port d’estuaire, il faut remonter de seuil en fosse au prix de halages coûteux ou de dangers d’échouages. Le mascaret de la Seine, le banc du Four à l’entrée de la Loire, la barre de Cordouan sont autant de cimetières d’épaves, qui gênent encore aujourd’hui. Même l’entrée de Marseille est étroite, les profondeurs de la calanque qu’est le vieux port sont dissymétriques. Le delta du Rhône a toujours été impropre à la navigation. Pour remonter directement à Nantes, sur la Loire, un navire de commerce ne doit pas excéder 150 tonneaux. C’est suffisant pour les petites nefs médiévales, mais au XVIIe-XVIIIe siècle, lorsque le tonnage marchand s'accroît, les navires ne peuvent plus remonter. Le problème est le même sur la Garonne/Dordogne (Gironde) ou s’égrènent un chapelet de petits ports où à chaque fois, on « s’allège » pour poursuivre sa route. Il faut alors charger et décharger en rade foraine exposée à tout vent. Tout dépend des profondeurs offertes par la nature que l’homme ne peut que péniblement et légèrement corriger par le dragage jusqu’à l’arrivée de la vapeur au XIXe siècle.
Dans un pays de culture et d'économie terrienne, ces problèmes restent invisibles aux décideurs politiques jusqu’au XVIIe siècle. Or les problèmes d’une marine de guerre diffèrent fortement de ceux des navires de commerce. Quand apparaît en France au cours des années 1660-1670, une véritable flotte de guerre, le problème de la profondeur des ports se pose d’emblée. Même si les unités sont encore moyennes, à l’exception des énormes trois-ponts, leur tonnage et leur haute mâture imposent des carènes plus profondes que celles des navires de commerce, donc une hauteur d’eau importante dans les ports. Le phénomène augmente vers 1690-1695, avec l’accroissement du poids de l’artillerie embarquée lié aux progrès de la métallurgie française à fondre des canons plus lourds. Au XVIIIe siècle, pour les vaisseaux de 74, 80 ou 110 canons, on a besoin de tirant d’eau dépassant 7 mètres, soit celui d’un porte-hélicoptères actuel. Seules les rades de Brest et de Toulon s'y prêtent, mais elles présentent le handicap certain d'être à l’écart des grandes vallées de pénétration du royaume. De surcroît, si l’on entre et sort aisément de Toulon, ce n’est pas le cas à Brest où la prédominance des vents d’ouest ne permet une sortie facile que pendant 40 % du temps. Avec le corollaire qu’à une sortie facile correspond une entrée quasi impossible. Une flotte adverse se positionnant au large de l’entrée de la Manche, peut en quelques jours, se retrouver soit dans le pas de Calais, soit dans le golfe de Gascogne, avec une escadre brestoise hors d’état de sortir ou facile à bloquer. De plus Brest n'est pas naturellement reliée par voie fluviale au reste du pays. Les nombreux blocus maritimes tenus par les escadres de la Navy, auront longtemps non seulement immobilisé les vaisseaux de guerre, mais aussi interdit le ravitaillement de la ville et de l'arsenal, générant de cruelles pénuries. Ceci jusqu'à l'achèvement tardif du Canal de Nantes à Brest, dont les travaux ont été lancés par le premier consul en 1803, pour être finalement inaugurés en 1858 par Napoléon III.

#### Des efforts d'aménagement titanesques aboutis trop tard
La logique cartographique voudrait qu’on dispose d’un port-arsenal situé au milieu de la façade atlantique, soit La Rochelle ou Rochefort, et au milieu de la Manche, soit Le Havre ou Cherbourg. Rochefort, crée ex nihilo, offre des facilités relatives à une bonne protection grâce aux îles saintongeaises, mais la remontée et la descente de la Charente, sur 25 km sont des opérations délicates, dangereuses, coûteuses et lentes. Et puis la rade de l'Île d'Aix, où sont chargés et déchargés les canons, se révèle insuffisamment protégée des attaques ennemies jusqu'à l'achèvement du Fort Boyard en 1859. Le port de Lorient offre un abri bien situé au débouché du Golfe de Gascogne, quoique comme Brest, encore en Bretagne. Pendant longtemps son activité est essentiellement organisée autour de la compagnie des Indes. Son importance militaire croît cependant avec le déclin de celle-ci, au milieu du XVIIIe siècle, mais davantage au profit de la course. Les chantiers navals s'y développent et se convertissent à la construction de navires militaires en série. Mais la rade est étroite et ne permet pas le rassemblement et l'évolution d'une véritable flotte, et l'entrée au port délicate. Sur la Manche, Le Havre, pas assez profond, ne peut accueillir que des vaisseaux de moins de 50-60 canons, c'est-à-dire pour l’essentiel des frégates. Quant à Cherbourg, place forte depuis l'époque romaine, idéalement placée au milieu de la Manche, mais, avec une rade trop ouverte aux vents et aux mouvements de mer, elle ne permet pas, naturellement, la mise à l'abri d'une flotte de guerre. Et si l'idée d'un aménagement du site naît concrètement sous la plume de Vauban qui propose de créer une rade artificielle, c'est Louis XVI, désireux, dans le contexte de la guerre d'indépendance des États-Unis, de disposer d'un grand port militaire sur la Manche, comparable à celui de Brest sur l'Atlantique, qui décide, à force de moyens matériels et financiers considérables, l'édification d'un port militaire dans le Cotentin. Suspendus par la Révolution, les travaux, titanesques, sont relancés à la demande du Premier consul Bonaparte en 1803, et il faudra attendre 1813 pour que l'achèvement de la digue du large fasse de l'anse de Cherbourg, effectivement, la plus grande rade artificielle au monde. La fermeture complète de la rade et l'aménagement des bassins, des défenses et de l'arsenal se poursuivant jusqu'au second Empire. En résumé, jusqu'au XIXe siècle, de nature, aucun port français à part Toulon, n’a de possibilité de réaction rapide. C'est donc un lourd handicap pour préserver un empire colonial dépendant de ports atlantiques.

#### Un handicap insurmontable?
Ainsi l'absence de site dans la Manche capable d'abriter ou d'héberger de façon sécurisée une flotte de vaisseaux de ligne sera un handicap insurmontable face à la rivale anglaise. Ce « canal » qui sépare les deux grandes nations maritimes de l'âge de la marine à voile, est soumis à des vents dominants d'ouest et se révèle être une nasse potentiellement fatale : Tourville s'y fera lourdement piéger en 1692, ce dont se souviendront ses successeurs qui ne s'y engageront qu'avec une extrême prudence, comme Roquefeuil en 1744, ou pas du tout : ainsi d'Orvilliers, après avoir mis l'escadre de Keppel en déroute en 1778, ne profite pas d'une exceptionnelle supériorité sur la Manche qui aurait dû être décisive.
Le handicap français se transforme en avantage pour l’Angleterre. Elle dispose de l’estuaire de la Tamise, bien balayé par les courants de marées, véritable bras de mer jouissant de vents dominants d’ouest pour la sortie des vaisseaux. La partie avale du fleuve offre de belles profondeurs à proximité du rivage et donc des possibilités de relâche sure. Les bancs de sable sont nombreux, mais donnent, contre celui qui voudrait attaquer sans connaître les atterrages, une protection supplémentaire d’importance. Le site, très favorable, va donner naissance à trois ports-arsenaux dynamiques : Chatham, Sheerness et Woolwich-Deptfort. À ce solide trio s’ajoutent Plymouth et Portsmouth, deux ports dont on entre et sort à peu près comme on veut, avec de bonnes profondeurs et bien protégés, au fond du double et large estuaire de la Plym et de la Tamar pour Plymouth, et par l’île de Wight pour Portsmouth.
Le constat de départ est aussi cruel que peu connu, pour la France : son littoral s’avère très peu favorable à la marine à l’époque de la voile, c'est-à-dire l’essentiel de l’histoire navale jusqu’au milieu du XIXe siècle. Inversement, la nature offre dès le départ à l'Angleterre et à sa Royal Navy la possibilité de dominer la Manche, point de départ de son expansion mondiale, même si celle-ci démarre, au XVIIe siècle, après celle des Portugais, des Espagnols et des Hollandais, mais à peu près en même temps que la volonté française de construire une politique navale sur le long terme.

## Antiquité

### La naissance du vocabulaire naval français: les différents apports
Il faut passer assez vite, mais sans la négliger, sur les débuts de la marine à usage militaire sur le sol de la France actuelle. La flotte de la ville de Massalia (Marseille) est grecque. Celle des navires à voiles de cuir des Vénètes est gauloise. Les escadres de Fréjus et de Boulogne, romaines ; et les barques élancées des Normands, vikings. Ces débuts font partie de l’héritage du pays, et forment le substrat sur lequel s’est construite la dynastie des Capétiens qui a fait la France. Jean Meyer et Martine Acerra, deux des principaux spécialistes français d’histoire navale, notent que :

« La meilleure preuve se trouve dans le vocabulaire marin français actuel : quelque 40 % des mots sont d’origine italienne, c'est-à-dire introduits au haut Moyen Âge, 40 % environ sont d’origine hollandaise, infiltrés au XVIIe siècle, les 20 % restants étant de provenances variées : un peu de grec et de latin, plus d’arabe et d’espagnol, la part de l’anglais demeurant, du moins pour la voile, assez réduite. Les choses changeant, naturellement avec la vapeur. »

C’est ainsi que le mot « vague » dont l’étymologie est viking, apparaît au XIIe siècle, alors que le terme « étrave », de même origine, n’est attesté qu’en 1573. Quant à l’« étai », du XIIe siècle, sa provenance semble triple, ou du moins transiter du latin au français par le biais du néerlandais et de l’ancien anglais. Dans la formule « marine de guerre française », le qualificatif « national » ne prend du sens qu’à la fin du Moyen Âge, et celui de « marine de guerre » pas avant Richelieu, soit plus de 1 700 ans de gestation si on remonte jusqu’à la flotte des Vénètes et de Massalia.

### Les Vénètes et Massalia face aux Romains

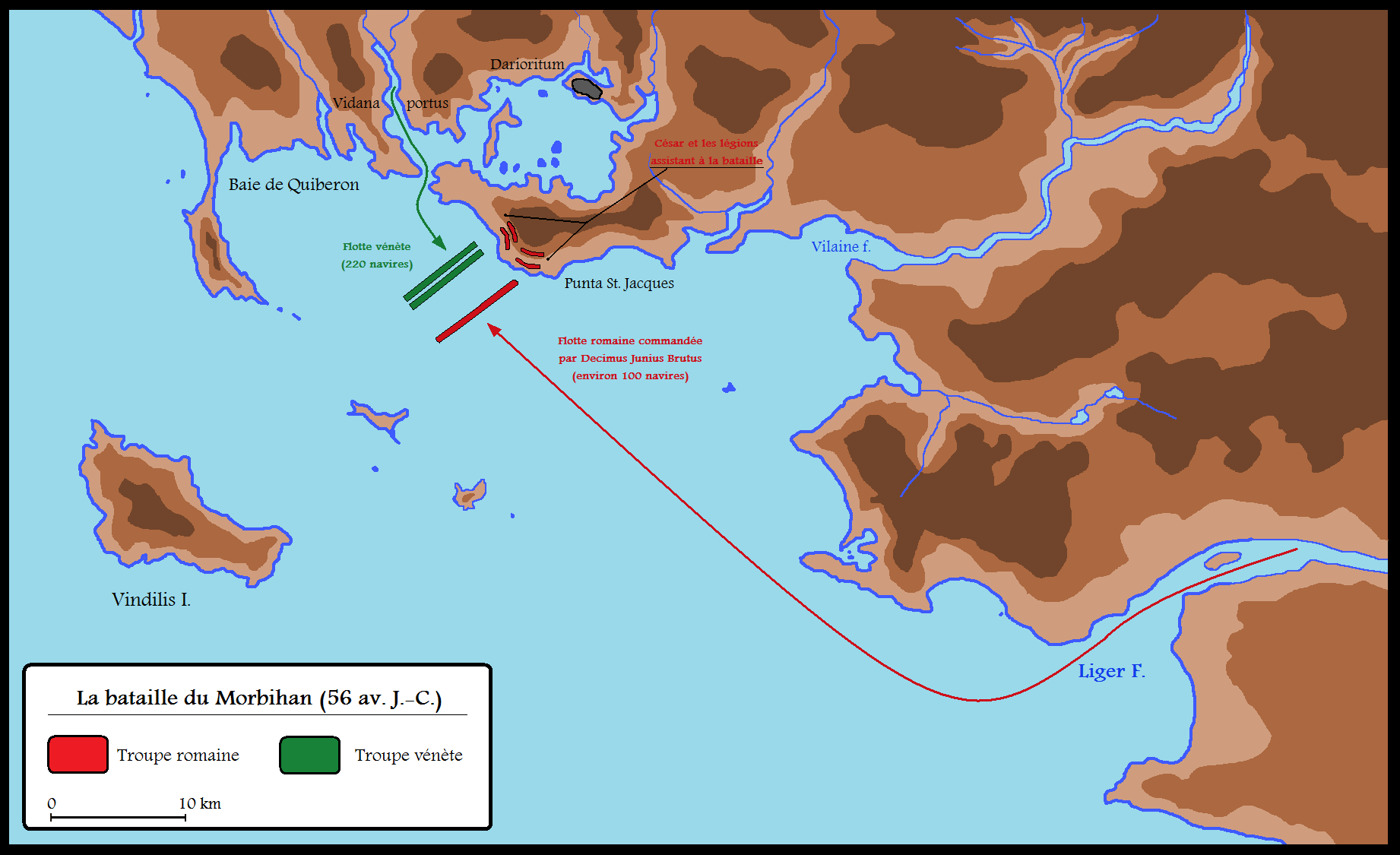
La bataille entre la flotte vénète et l'escadre romaine de César, en 56 av. J.-C., est l'une des plus grandes batailles navales de l'Antiquité, au vu du nombre de navires engagés des deux côtés. Elle se solde par l'anéantissement de la thalassocratie vénète.

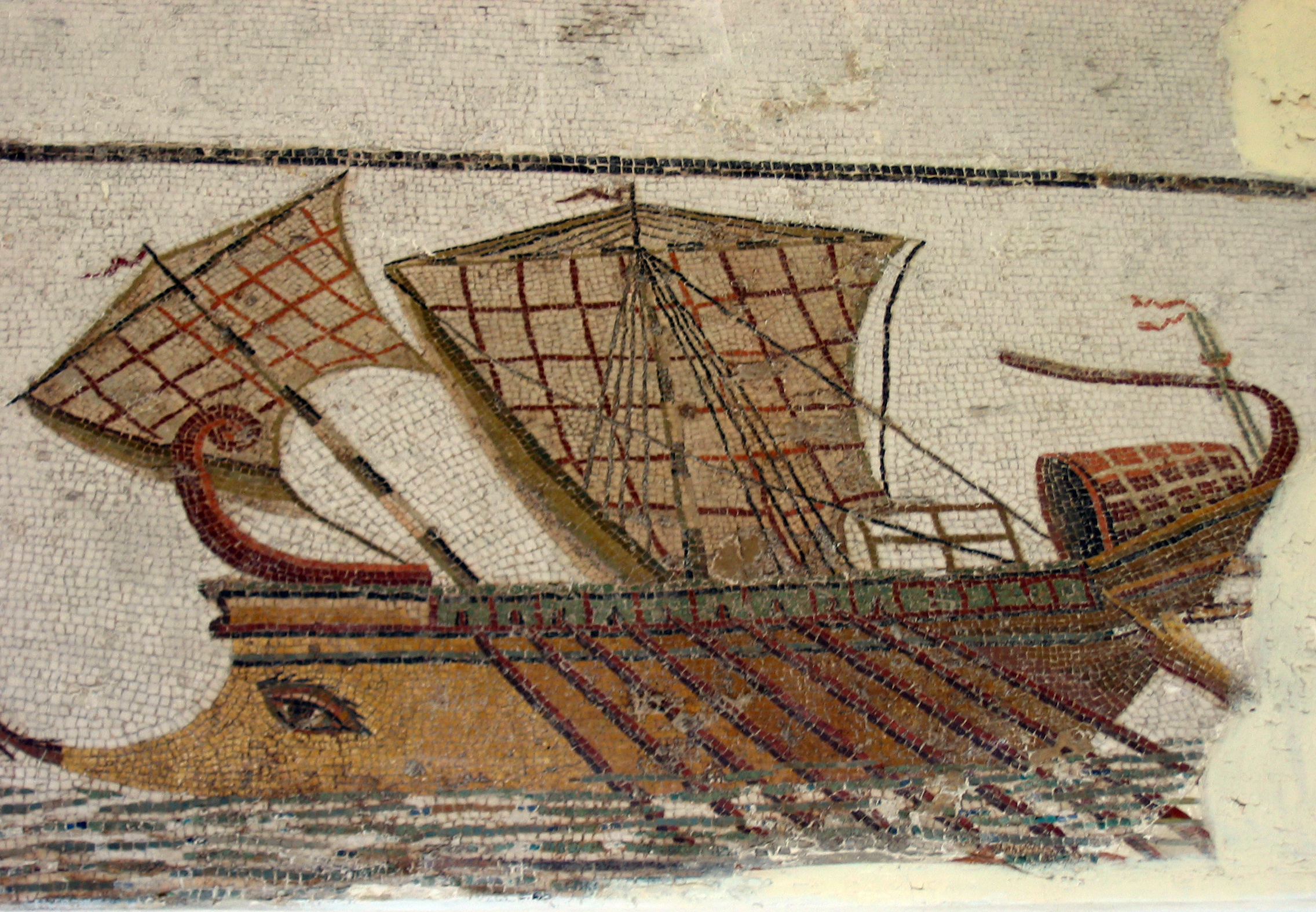
Une galère de guerre romaine. Après leur victoire sur les Vénètes, ces navires écrasent la marine de Massalia pendant la guerre civile entre César et Pompée.

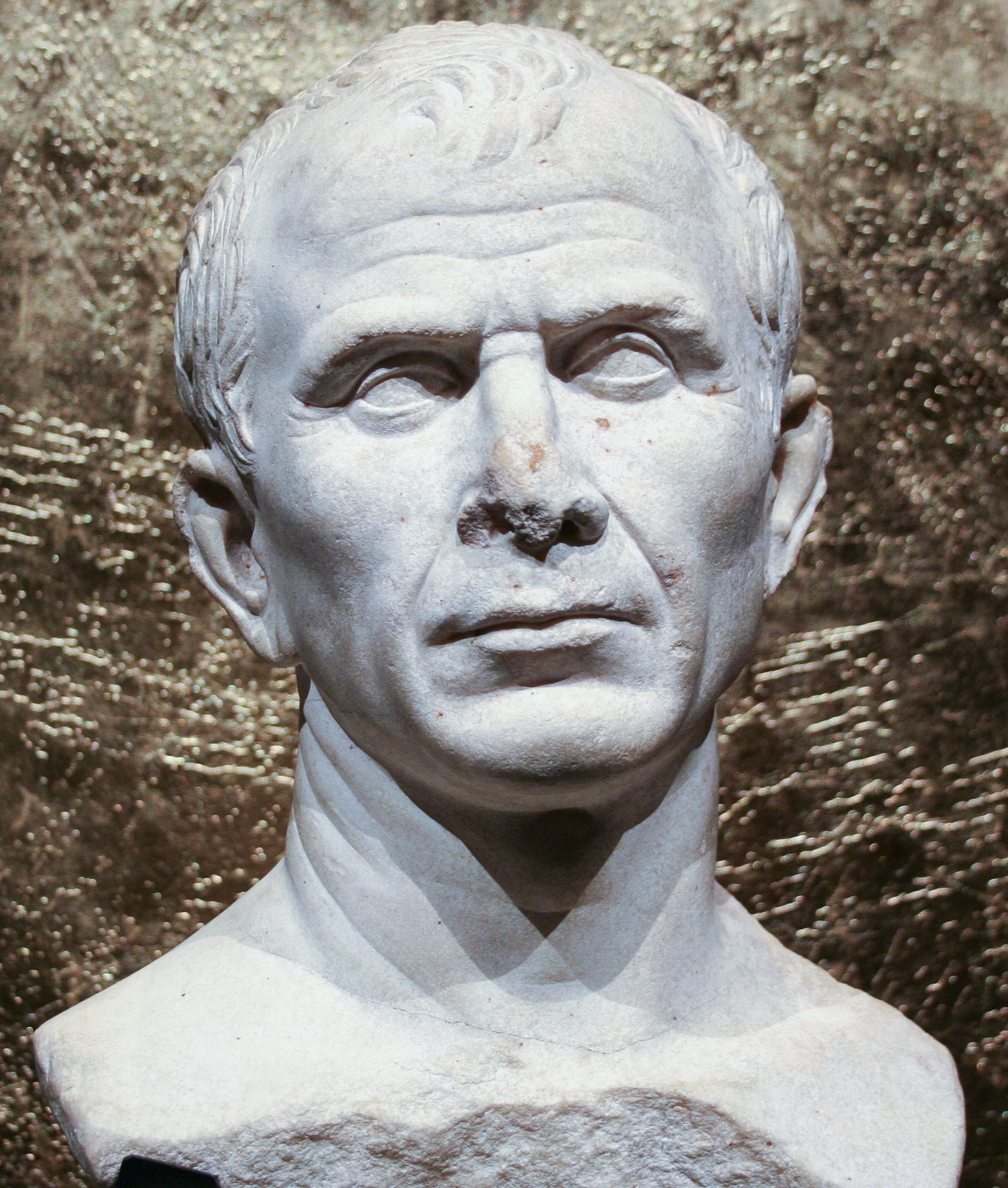
César fait entrer l'essentiel de la Gaule dans le monde romain. Cependant, cette conquête provoque la destruction des Vénètes et la soumission de Massalia, les deux seules entités politiques ayant construit une puissance navale sur les côtes gauloises antiques.

#### La destruction de la thalassocratie vénète
La flotte vénète a donné lieu à des débats passionnés entre spécialistes. Elle n’est guère connue que par les commentaires de Jules César dans son De Bello Gallico qui en fait une description assez précise. Les Vénètes forment un peuple original dans la civilisation celtique car ils étaient exclusivement tournés vers la mer. Leur thalassocratie, localisée dans le Morbihan, était fondée sur le commerce de l’étain de Cornouaille, transporté à travers la Manche et dont ils avaient le quasi-monopole, ce qui assurait leur prospérité. Le métal transitait ensuite par la vallée de la Loire d’où il gagnait ensuite la Garonne et la mer Méditerranée, Massalia jouant un rôle important dans la redistribution de ce produit.
D'après César, les navires vénètes, de haut bord, disposaient de voiles de cuir. Supérieurs aux galères de la Méditerranée, ils avaient des ancres de fer, voire des chaines d’ancre, également en fer. Longs comme des galères, mais trois à quatre fois plus hauts, ils ressemblaient sans doute aux navires celtes trouvés à Bruges et à Londres. Leur charpente était construite en premier, contrairement aux traditions méditerranéennes. César nous précise que ces navires étaient à la fois des navires à rames et des voiliers. De quille plate et donc facile à échouer, de proue et de poupe très élevées, de construction très robuste pour faire face à la houle atlantique, ces bateaux étaient très « pesants ».
Les hostilités s’engagent en 56 av. J.-C., lorsque les Vénètes, en apparence soumis, se révoltent brusquement. César marche contre eux avec deux légions et huit cohortes, et assiège leurs villes côtières juchées sur des éperons rocheux, défendues par des fossés qui laissent souvent pénétrer la marée. Le comportement des Vénètes ressemble beaucoup à celui des Athéniens face à l’invasion perse de 480 av. J.-C. : ils n’hésitent pas à évacuer par mer leurs villes lorsqu’elles sont menacées par les assauts des légionnaires, ces derniers voyant ainsi la victoire leur filer entre les doigts. César doit donc engager une campagne navale pour obtenir la victoire décisive. Une flotte de galères est construite sur la Loire et les côtes du Poitou, preuve d’une tradition maritime locale, les légionnaires n’étant pas forcément charpentiers de marine. Selon Dion Cassius, une escadre romaine serait aussi arrivée de Méditerranée avec des rameurs et des « pilotes » venus de Narbonnaise. La flotte, assez composite, compte aussi des navires gaulois donnés par les Pictons et les Santons (Poitou et Saintonge).
On discute encore du lieu exact de la bataille. Peut-être dans le golfe du Morbihan, ou plutôt dans celui entre Belle-Ile et la presqu’île de Quiberon. César assiste au combat depuis le rivage, certainement sur la presqu’île de Rhuys. L’escadre romaine est confiée au jeune Decimus Brutus, qui dispose de 200 à 300 navires alors que les Vénètes, aux dires de César en engagent 220. Ces chiffres, absolument considérables des deux côtés, font de cette bataille — restée sans nom — l’un des plus grands affrontements navals de l’Antiquité. Le combat, qui s’engage par calme plat, défavorise aussitôt les Vénètes : leurs vaisseaux, mus par rames, mais plus lourds, ne sont pas aussi manœuvrant que les galères romaines, plus fines et faites exclusivement pour le combat. L’escadre de Decimus Brutus enveloppe la flotte adverse en utilisant la méthode romaine traditionnelle : des faux emmanchées au bout de longues perches coupent les agrès pour immobiliser les navires vénètes qui sont pris à l’abordage les uns après les autres. La flotte vénète aurait été entièrement détruite.
L’archéologie permet de suivre la route des survivants à travers l’isthme breton jusqu’à la baie du mont Saint-Michel et dans les îles anglo-normandes, où le trésor de guerre vénète a peut-être été mis à l'abri. Certains ont aussi pu gagner l’île de Bretagne (Grande-Bretagne), mais César ne se vante pas pour rien lorsqu’il affirme avoir annihilé la puissance des Vénètes : les pertes humaines par massacres et réduction en esclavage ont été très importantes et les Vénètes ne se remirent jamais de leur défaite. En 55 et 54, sans vraie raison stratégique, César passe la Manche par deux fois et débarque son armée en Grande-Bretagne. Les contemporains discutent du succès réel de l’entreprise, mais le principal objectif du proconsul est politique ; il veut prouver sa supériorité sur les éléments : dans son triomphe sur la Gaule, il fait figurer « l’Océan captif ». À la destruction de la thalassocratie vénète suit celle de Massalia peu après la conquête de la Gaule, lorsque se déclenche la guerre entre César et Pompée.

#### La fin de l'indépendance de Massalia
Massalia, fondée en 600 av. J.-C. par les Phocéens au fond de la calanque du Lacydon, avait connu une belle expansion, puisqu’en deux siècles elle avait créée à son tour de nombreux comptoirs en Méditerranée occidentale : Alalia en Corse, Emporium en Catalogne, Nikaïa (Nice), Antipolis (Antibes), Citharista (La Ciotat), Agathê (Agde). Massalia et Rome, qui avaient eu pendant longtemps les mêmes ennemis Étrusques et Carthaginois ont été de bon alliés jusqu’au Ier siècle av. J.-C. Massalia n’avait pas souffert de la conquête romaine vers l’Espagne, puisqu’elle avait même élargi son territoire le long des côtes provençales au moment de la création de la Narbonnaise. Son commerce est alors à son apogée, grâce à sa position idéale près du delta du Rhône et sur les péages qu’elle contrôle. La ville revend les minerais venus du Nord : étain, cuivre, fer, argent et redistribue les vins consommés en Gaule. Les navigateurs massaliotes sont des habitués de l’Ionie, des côtes africaines, du sud de l’Espagne et n’hésitent pas à s’aventurer dans l’Atlantique, voire jusque dans la Baltique.
Malheureusement, Massalia fait le mauvais choix en prenant le parti de Pompée contre César lorsqu'éclate la guerre civile entre les deux généraux romains. La conquête de la Gaule et la destruction de la puissance vénète peu de temps auparavant ont-elles joué un rôle dans le parti-pris contre César ? Rien n’en porte témoignage dans les textes de l’époque, mais on ne peut l’exclure car le riche commerce que Massalia entretenait avec son arrière-pays a forcément été très perturbé ce qui a pu provoquer l'hostilité de la ville contre le vainqueur des Gaules. Quoi qu’il en soit, Massalia est assiégée dès le début de la guerre, en 49 av. J.-C., par les partisans de César. Le siège, mené des deux côtés avec beaucoup d’énergie, mobilise de nombreuses machines de guerre et donne lieu à deux batailles navales.
La première se déroule le 27 juin au large du Frioul et mobilise, au dire de César, 17 navires massaliotes dont 11 pontés, accompagnés d’un « grand nombre de bâtiments de moindre envergure ». La flotte de César, toujours commandée par Decimus Brutus aligne 12 galères seulement, mais porteuse de légionnaires qui cherchent à monter à l’abordage après avoir saisi l’adversaire avec des « crocs et des harpons ». Cette fois cependant, la rapidité est du côté des galères massaliotes qui combattent à la grecque, c'est-à-dire en privilégiant la manœuvre pour briser les rames adverses puis accabler de projectiles le navire paralysé. La rencontre tourne pourtant à l’avantage des romains qui réussissent à neutraliser les galères massaliotes en les abordant des deux côtés. Ce combat coûte à Massalia 9 vaisseaux pris ou coulés. Une deuxième bataille (Tauroenthum) s’engage lors d’une tentative menée du port vers la mer pour rompre le blocus de l'escadre césarienne. Les effectifs de cette dernière sont passés à 18 galères après avoir intégré les navires capturés au premier affrontement. Les Massaliotes, qui jouent leurs dernières cartes, équipent des vieux navires et des bateaux de pêche couverts ce qui leur permet de retrouver leur effectif de 17 galères. Ils reçoivent aussi le renfort de 17 navires pompéiens venus de Sicile ce qui porte l'effectif total à 34 unités, laissant augurer de bonnes chances de succès face aux 18 galères césariennes. La bataille de Tauroentum est livrée semble-t-il au large de Bandol, le 31 juillet. Ses débuts sont défavorables à la flotte césarienne, mais cette dernière retourne finalement la situation après un combat acharné qui pousse à la fuite les navires de Pompée. Massalia laisse dans cette nouvelle défaite 5 navires coulés, (dont 2 qui sont entrés en collision) et 4 capturés. La ville, pourtant, se défend encore et n’est totalement réduite qu’à l’issue d’un siège méthodique.
César, vainqueur, ne fait pas preuve de la même violence qu’avec les Vénètes, mais Massalia perd définitivement sa flotte, son matériel de guerre, son trésor et la quasi-totalité de son « empire », en dehors de la grande banlieue de la ville et des îles d’Hyères. La ville reste autonome, préserve son importance culturelle, mais perd la place de premier plan qu’elle occupait jusque-là en Méditerranée occidentale et César favorise la ville concurrente d’Arles, sur le Rhône, qui devient colonie romaine.
Les Vénètes et Massalia avaient un système de défense similaire qu’on peut résumer en reprenant la formule d’A. Guillerm : La pierre et le vent. Côté terre, la fortification de pierre, dissuasive ; côté mer, la flotte de galères, offensive. La faiblesse vénète réside cependant dans l’insuffisance de ses machines de trait, dont les Massaliotes étaient par contre, abondamment munis. En revanche les Vénètes ont été capables de mobiliser une flotte absolument considérable de plus de 200 unités, alors que Massalia, malgré sa richesse, n’a réussi à armer qu’une petite escadre composite dont à peine 17 navires étaient réellement de guerre lors du premier combat. Dans tous les cas de figure, les galères romaines, exclusivement réservées à la guerre, ont fait la différence en transformant la bataille navale en combat d’infanterie après avoir immobilisé l’adversaire. Une tactique qui avait fait ses preuves contre les flottes de Carthage deux siècles auparavant et à laquelle les Césariens sont restés logiquement fidèles.

### La marine impériale romaine sur les côtes gauloises

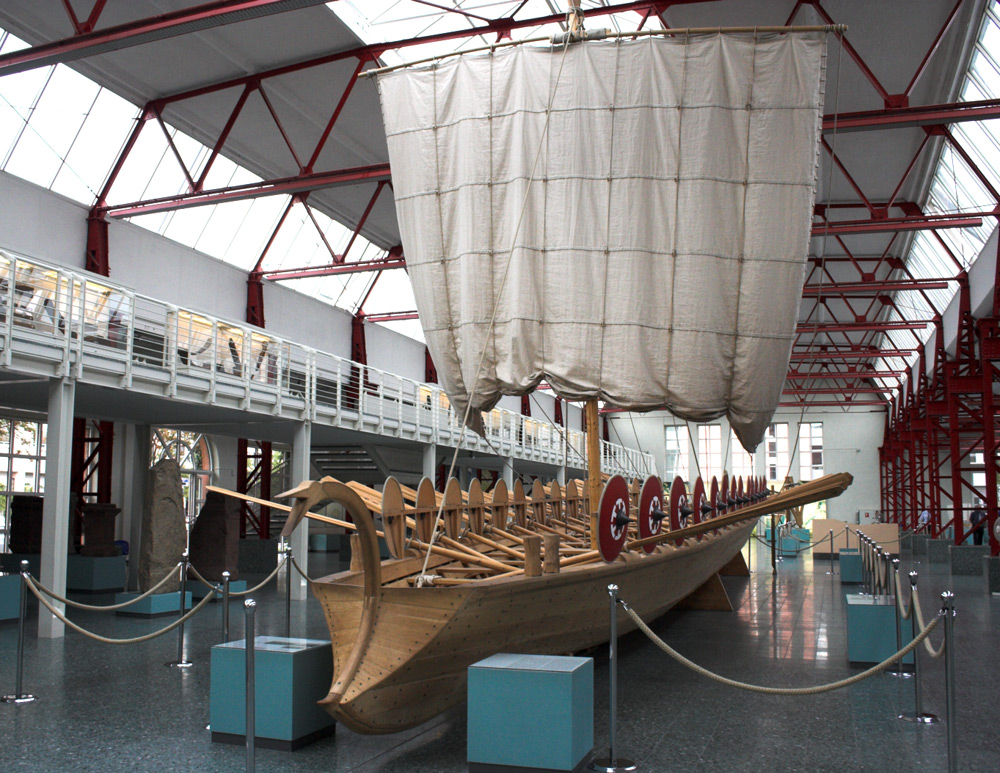
Reconstruction d'un Navis lusoria, petite galère romaine dans le musée de la navigation antique de Mayence. La marine romaine utilise ce type de navire pour sa flottille du Rhin.

L’Empire romain étant centré sur cette mer intérieure qu’est la mer Méditerranée, la flotte impériale, organisée par Agrippa, joue un rôle certain dans la défense de l’Empire. Ses deux points d’appui principaux sont, en Italie, Ravenne et Misène. Auguste, après sa victoire, organise pour la première fois dans l’histoire de Rome, des escadres permanentes qui assurent à la Méditerranée une paix et une unité de plus de quatre siècles.
Quant à la Gaule romaine, elle est dotée d’un port-arsenal à Fréjus et, plus tard, d’un point d’appui face au Nord à Boulogne. Mais en soi, les flottes « provinciales » importantes sont celles de Bretagne (Angleterre), d’Afrique et d’Égypte. Elles sont complétées par des flottilles fluviales, principalement sur le Rhin. Cette dernière, la classis Germanica qui opère aussi en mer du Nord, joue un rôle considérable dans la tentative de conquête de la Germanie au Ier siècle en ravitaillant les légions engagées dans les opérations.
La marine romaine use cependant d’une tactique, on l’a vu, qui est très différente de celle des Grecs, puisqu’elle consiste à empêcher la manœuvre ennemie fondée sur la supériorité du mouvement par l’accrochage, l’abordage, et le transfert du combat de terre sur mer pugna pedestri similis. De fait, la flotte romaine, axée sur la galère aux possibilités limitées, surtout dans les eaux atlantiques et nordiques, n’a jamais cessé de souffrir de sa fragilité extrême aux intempéries, de sa courte durée de vie, des limites très étroites de son rayon d’action (uniquement côtier), et de la faible capacité d’emport en cargaison (pour nourrir les équipages ou les troupes à ravitailler). Cette marine de guerre qui ne décolle jamais du rivage est donc paradoxalement moins « performante » que les navires de commerce plus ronds, mieux toilés et habitués à traverser « en droiture » la mer Méditerranée à la belle saison. Dans ces conditions, il n’est pas très surprenant que la flotte romaine d’Angleterre et du pas de Calais se soit retrouvée, dès le IIIe siècle apr. J.-C., de plus en plus en difficulté face aux incursions des navires nordiques « barbares ». La marine romaine fait cependant face au IVe siècle avec une organisation différente et des vaisseaux plus petits, notamment le long des frontières fluviales. On peut aussi avancer l’hypothèse qu’à travers les galères des villes médiévales comme Marseille, les traditions de construction et d’utilisation des galères ont pu être à l’origine de leur développement à l’époque moderne.

### Les bouleversements venus du Sud et du Nord (Ve siècle-XIe siècles)

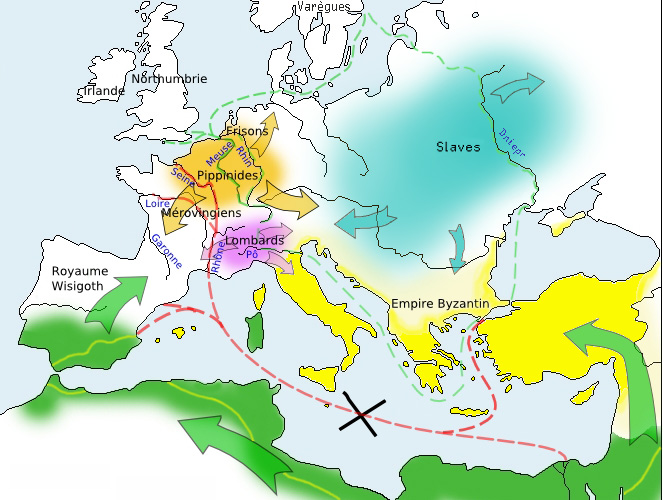
Conséquences de l'expansion musulmane des sur la Méditerranée.
Empire musulman et son expansion (flèches).
Empire byzantin sur la défensive.
Francs et leur expansion (flèches).
Lombards

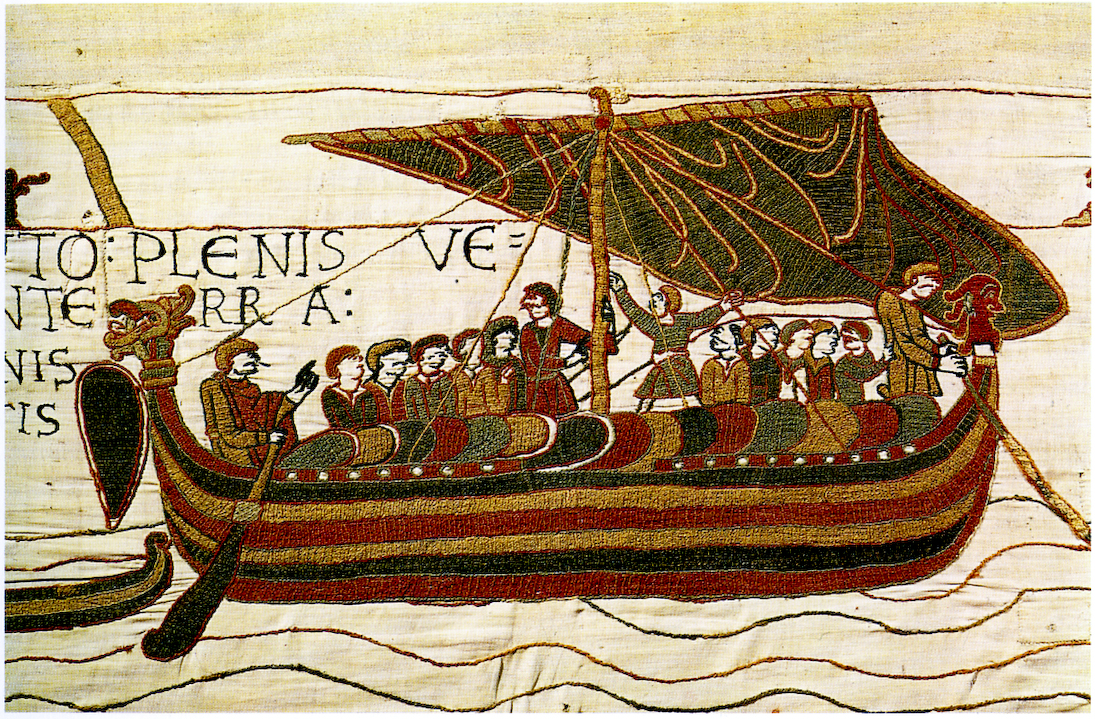
Les Vikings, grâce à la qualité de leurs bateaux, déferlent en toute impunité sur les côtes de l'Empire carolingien. Celui-ci, qui ne dispose pas de marine, ne parvient pas à se protéger et subit plus d'un siècle de pillage (Tapisserie de Bayeux).

Le duché de Normandie entre 911 et 1050. La stabilisation et l'assimilation d'un peuplement Viking sur la basse Seine donne au royaume de France sa plus importante province maritime au Moyen Âge.

## Haut Moyen Âge

### Les bouleversements venus du Sud et du Nord (Ve-XIesiècles)
- Principales voies commerciales avant la prise de contrôle de la Méditerranée par les musulmans.
- Voies commerciales au VIIIe siècle : le trafic évite la Méditerranée occidentale et passe par l'Adriatique.
- Empire musulman et son expansion (flèches).
- Empire byzantin sur la défensive.
- Francs et leur expansion (flèches)[note 2].
- Lombards

#### Les côtes provençales impuissantes face aux raids musulmans
La disparition de l’Empire romain, au Ve siècle, ne bouleverse pas immédiatement les équilibres navals. Les « Grandes invasions » et l’établissement des royaumes barbares autour de la Méditerranée occidentale (Francs, Wisigoths, Ostrogoths, Vandales…), font chuter les échanges commerciaux, mais les routes maritimes qui se réorganisent profitent à la nouvelle Rome, c'est-à-dire Byzance, laquelle tente d’ailleurs de reconquérir, au VIe siècle, les territoires perdus. Selon Henri Pirenne, dont la thèse est aujourd'hui largement remise en question, c’est l’apparition de l’Islam, au VIIe siècle, qui constitue la véritable rupture de l’unité méditerranéenne que les empereurs romains disparus avaient laissée en héritage. Les conquérants arabes, après avoir pris en quelques décennies l’Afrique du Nord, s’emparent de l’Espagne wisigothe au début du VIIIe siècle et franchissent les Pyrénées en 719.
Les Francs parviennent (difficilement) à stopper leur progression vers le nord (bataille de Poitiers en 732), mais il n’en va pas de même en mer Méditerranée, qui redevient une mer dangereuse pour la navigation et les villes côtières. Elle va le rester pendant tout le Moyen Âge. Les marins musulmans ne vont pas cesser, par vagues successives, de multiplier les razzias, raids et pillages sur les côtes provençales sans qu’il soit possible de faire autre chose que de payer les rançons ou construire des tours de guet et des remparts. Au Xe siècle, période la plus difficile, les Sarrasins parcourent régulièrement la Provence, hivernent même (Fraxinet) remontent la vallée du Rhône et certains vont rançonner les voyageurs jusque sur les cols alpins (vallée de la Maurienne). Il faut attendre 973 et la victoire du comte de Provence à Tourtour, pour que les Sarrasins soient chassés de leur principal point d'appui en Provence. Mais cette bataille terrestre ne trouve aucun prolongement naval.
Les marins provençaux, sur le qui-vive, doivent apprendre à vivre avec une menace permanente auxquelles les croisades n'apporteront pas de véritable solution (voir plus bas), malgré la création d'ordres religieux chargés de la sécurité de la navigation, comme l'Ordre de Saint-Jean de Jérusalem. L'Empire byzantin, autrement puissant, est confronté au même harcèlement. Les raids des marins musulmans dureront, malgré des périodes d'accalmie, jusqu'au milieu du XVIIe siècle, soit quasiment mille ans. La Méditerranée ne sera définitivement « sécurisée » qu'avec l'émergence d'une marine de guerre permanente et la conquête de l'Afrique du Nord au XIXe siècle. 
Malgré les raids et la présence musulmane en Méditerranée, le commerce avec les Byzantins continue, par l'intermédiaire notamment des marchands juifs rhadanites et Syrii. Leur présence stimule même l'économie européenne, comme le soutient Maurice Lombard : ils fournissent de l'or provenant du Soudan et demandent des esclaves, notamment des eunuques, venant du Nord : Angles, Scandinaves, Slaves, etc. qui passent par Verdun, plaque tournante du commerce d'esclaves au haut Moyen Âge.  

#### Les apports Vikings

##### Le temps des raids et des pillages (IXe-Xesiècles)
Vers l’an 800 apparait un autre danger venu de la mer : les hommes du Nord, les Vikings. Leur premier raid d’envergure est signalé en 793 sur les côtes anglaises. Ces agriculteurs, marchands et pillards, comme les définit l’historien François Bellec, sont aussi d’excellents marins qui vont semer la terreur en Europe et en Méditerranée pendant plus d’un siècle. On connait l’anecdote de Charlemagne en larmes devant cette nouvelle menace contre laquelle son empire semble désarmé. Les Carolingiens, qui ont conquis l’Italie du Nord, la Germanie, les Marches d’Espagne (contre les Arabes), sont des terriens et n’ont pas de flotte à opposer aux Vikings. L'immense empire carolingien, avec ses milliers de kilomètres de côtes peu ou pas gardées et ses nombreuses villes apparait comme une proie de choix, même si les navigateurs-guerriers du Nord sont au début assez prudents.
Les Vikings disposent d’un navire remarquable, le langskip (le mot drakkar est une invention française du XIXe siècle d'Augustin Jal, associant emprunt à la mauvaise langue, faute de nombre et faute d'orthographe, comme si nous disions « le chevvaux » au lieu de « le cheval », comme le souligne Régis Boyer). Ce navire est aujourd’hui bien connu grâce aux découvertes archéologiques d’Oseberg (musée d’Oslo) ou les fouilles sous-marines de Roskilde. Le langskip, d’assez petite taille, est rarement ponté. Il dispose d’un mat et d’une voile unique en laine, mais peut être aussi propulsé par rames, en cas de besoin. Le navire est en forme de fuseau symétrique, et construit en chêne avec des planches découpées en respectant les fibres du bois, il dispose d’une coque très légère et élastique. On trouve aussi le knarr (ou knörr), plus rond et haut sur l’eau, qui sert pour le commerce. Tous les deux à fond plat, ils peuvent s’échouer facilement, être halés à terre et même être roulés sur de longs parcours. Leurs qualités nautiques sont telles qu’ils peuvent s’enhardir très loin en Atlantique Nord comme en mer Méditerranée. Les « Normands » ou « Danois », comme les appellent les populations, se postent dans les estuaires des fleuves et attendent le moment favorable pour lancer des opérations rapides à l’intérieur des terres en remontant les cours d’eau parfois sur des centaines de kilomètres. Ils débarquent par surprise, rançonnent les villes, pillent les monastères, et se replient rapidement en emportant des otages de prix.
Charlemagne ordonne de construire une flotte, mais il meurt en 814 et son projet n'a pas de suite. La défense ne peut donc être que côtière, basée sur des garnisons portuaires ou l’utilisation de ponts fortifiées barrant les rivières. Des Bretons, immigrés du sud-ouest de l’Angleterre où sévissent aussi les Vikings, se voient confier une partie de la défense contre les envahisseurs. Le premier raid sur la basse Seine, en 820 échoue, mais très rapidement, les défenses sont débordées. En 841, Rouen est incendié. En 845, Paris est assiégé. Charles II le Chauve doit concéder une lourde rançon pour que la ville soit épargnée. En 851, les Vikings hivernent pour la première fois dans une île de la Seine et en 885-887, Paris subit un nouveau siège qui ne se termine que contre rançon. La levée de tribut devient coutumière dans les régions les plus vulnérables aux raids.
Ces raids — comme ceux des Sarrasins — accentuent la dislocation de l’empire carolingien. En effet, les raids rapides nécessitent une réponse armée rapide qui ne saurait attendre l'arrivée de l'armée royale. Les ducs, comtes et seigneurs gagent donc en autonomie afin de pouvoir répondre efficacement aux attaques. Des communautés vikings se fixent en basse Seine autour de Rouen et retrouvent leurs traditions d’agriculteurs alors que la résistance franque se durcit. En 911, après la défaite danoise de Rollon à Chartres, les négociations s’engagent avec Charles III le Simple. Le traité de Saint-Clair-sur-Epte prend acte de l’installation des colons vikings et concède à Rollon un « État » normand sur la basse Seine. Le duché de Normandie est né. Il s'élargit par conquête, connait une prospérité rapide et passe bientôt pour la plus riche province du royaume.

##### La naissance de la Normandie, première province maritime de la France médiévale
La Normandie, qui échappe à la tutelle des Carolingiens finissants puis à celle des Capétiens nouvellement couronnés, mène, grâce à l’activisme de ses ducs, sa propre politique. Les anciens pillards, sédentarisés et christianisés, se fondent peu à peu dans le monde féodal mais ne perdent rien de leur esprit guerrier outre-mer, comme en témoigne la conquête de l’Angleterre en 1066. L’exploit, qui fascine encore aujourd’hui les historiens, nous est conté avec une foule de détail par la tapisserie de Bayeux, véritable bande dessinée médiévale avant la lettre. Le septième duc de Normandie, Guillaume le bâtard, décide à la mort du roi d’Angleterre, de faire valoir par les armes ses droits à la succession. L’expédition, pour l’époque, est tout à fait considérable et témoigne de l’avance navale - et administrative - de la Normandie. Près d’un millier de bateaux sont rassemblés à l’embouchure de la Dive. Ils sont de toute nature, contrairement à ce que la tapisserie de Bayeux a longtemps fait croire en ne représentant que des navires très longs de type scandinave. Des coques plus rondes, sans qu'on en connaisse le nombre, ont aussi été utilisées. Après presque huit mois de préparation, l’expédition embarque le 23 septembre 1066 à Saint-Valery-sur-Somme, cavaliers, archers et fantassins. Le débarquement se passe sans encombre, et le 14 octobre 1066, à Hastings, Guillaume, à l’issue d’une dure bataille, bat et tue son rival Harold. Guillaume « le bâtard » devient Guillaume « le Conquérant » et rejoint César dans la liste des rares capitaines à avoir réussi à traverser « le Chanel » pour s’imposer outre-Manche.
Cette conquête, véritable pivot de l’histoire de l’Angleterre, n’est pas à proprement parler une victoire navale, puisque la « marine » normande, construite pour l’occasion, ne livre pas bataille sur mer mais sert de transport de troupes, comme c’était d’ailleurs le cas du temps des expéditions vikings. Tout s’est déroulé à terre (Hastings), face à un ennemi naval inexistant. Politiquement, cette expédition n’est pas à proprement parler « française » puisqu’elle a été montée sans que le roi de France, dont l’autorité sur l'ensemble du royaume est encore instable, ait été consulté en quoi que ce soit. Culturellement, pourtant, il s’agit d’une opération française puisque Guillaume fait appel, pour monter son armée, à tous les chevaliers du Nord de la France en mal d’aventure contre promesse de terres après la victoire. Les vainqueurs, comme d’ailleurs Guillaume, sont de langue et de culture romane, c'est-à-dire l’ancêtre du français. La victoire balaye l’aristocratie anglo-saxonne, que Guillaume remplace par ses compagnons, et le français devient la langue des élites pour plusieurs siècles.
On peut comprendre l’acharnement des rois des France à faire la conquête d’une province aussi riche que remuante, et dont la puissance était maintenant installée des deux côtés de la Manche. Conquête effective en 1204 grâce à Philippe-Auguste, après des années d’efforts. Victoire tout à fait considérable pour la monarchie française alors en pleine expansion territoriale, car elle lui apporte la plus riche région maritime du territoire, à quelques dizaines de lieues de Paris, sachant que la Bretagne et la Provence sont, au début du XIIIe siècle, des horizons politiques et navals auxquels on ne pense même pas…
On remarque par ailleurs que l’esprit de conquête ne se limite pas à l’Angleterre. Au début du XIe siècle, des groupes de chevaliers Normands sans emploi s’en vont guerroyer en Sicile et en Italie du Sud comme mercenaires, avant de faire la conquête de la région pour leur propre compte. Il s’agit là d’un mouvement qui précède de peu les croisades. Croisades qui auraient pu être l’occasion pour la monarchie française de développer, au sens ou nous l’entendons aujourd’hui, une politique navale, c'est-à-dire avec une impulsion de l’État, mais ce ne fut que très partiellement le cas.

### Les conséquences navales des croisades (XIe siècle-XIIIe siècles)

Carte des routes empruntées par les croisades, de 1095 à 1270. Elles sont essentiellement navales à partir de la troisième expédition et mobilisent des flottes de plus en plus nombreuses. (Larousse 1922)

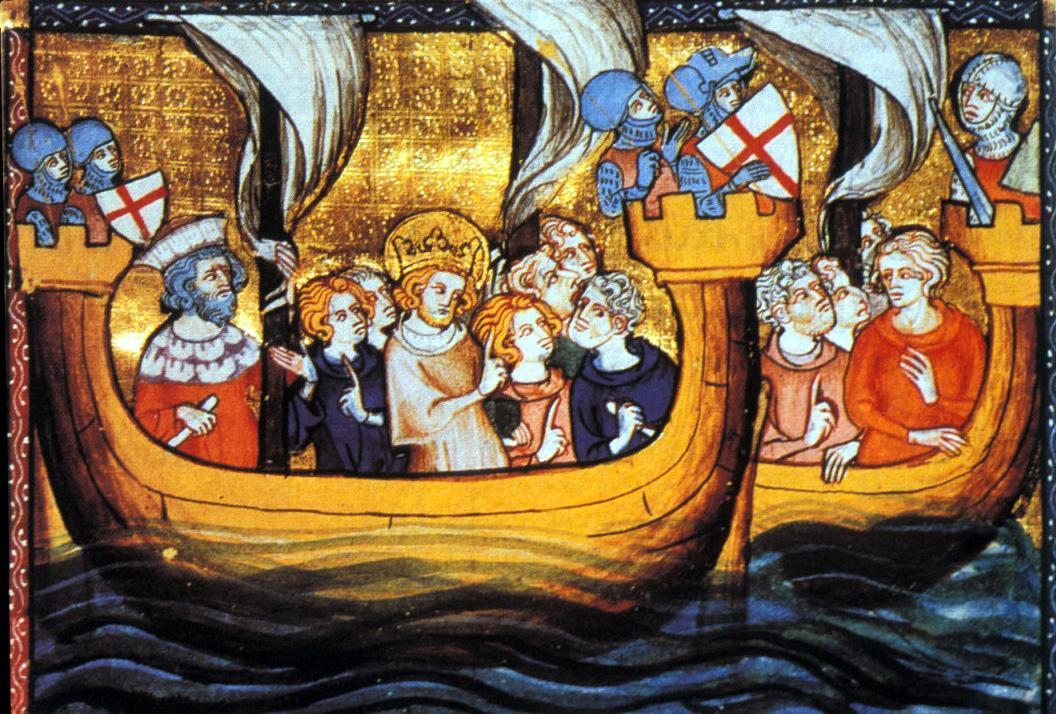
Saint-Louis sur une nef lors de la septième croisade. Les Français sont nombreux à partir en croisade et n'utilisent plus que la voie maritime au XIIIe siècle.

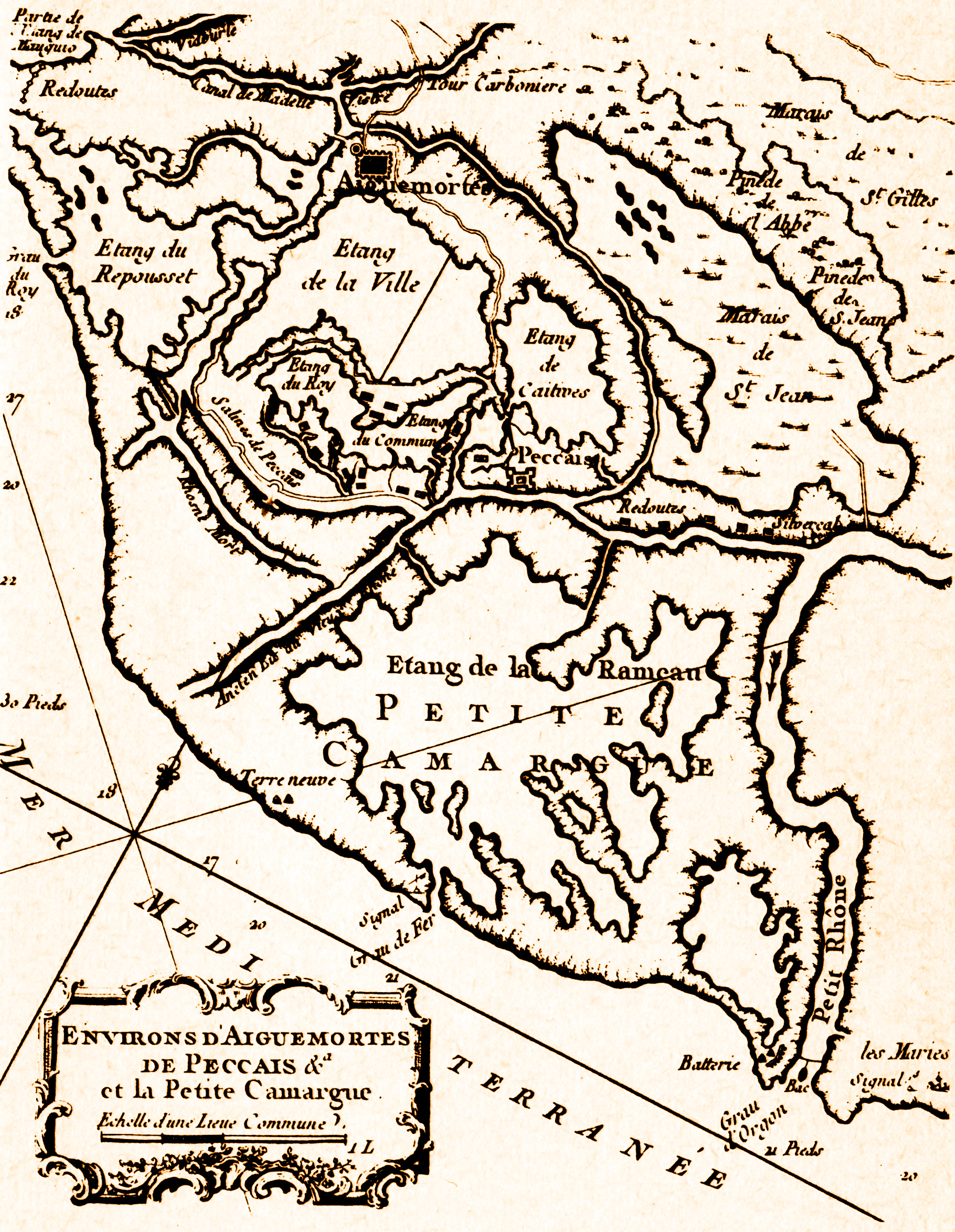
Plan d'Aigues-Mortes et de ses environs. Les croisades profitent surtout aux villes italiennes, malgré la construction du port de guerre et de commerce d'Aigues-Mortes entrepris par Saint-Louis.

## Moyen Âge central et tardif

### Les conséquences navales des croisades (XIe-XIIIesiècles)

#### Une forte participation franque, mais un essor naval qui profite aux villes italiennes
Huit croisades sont prêchées entre 1095 et 1270. Elles sont presque toutes à dominante française, ou « franque », pour employer un terme plus proche du langage de l’époque. Les Arabes, qui ne s’y trompent pas, parlent le plus souvent des « Francs » pour désigner les croisés. Les croisades vont bouleverser profondément les rapports de force et les lignes commerciales en Méditerranée, mais pas véritablement au profit de ceux qui les ont organisés. Les quatre armées de la première croisade (1095-1099) empruntent toutes des itinéraires terrestres, à travers les Balkans et l’Empire byzantin. L’expédition n’est pas dépourvue de dimension navale, mais les navires engagés viennent des villes italiennes. Une flotte génoise de quelques navires fait son apparition lors du siège d’Antioche. La ville prise, les Génois se voient récompensés par Bohémond comte d’Antioche avec d’importantes concessions territoriales. D’autres flottes arrivent rapidement, de Venise, de Gênes encore et de Pise. Elles amènent des combattants et surtout brisent le blocus imposé par les Égyptiens, permettant un ravitaillement en vivres de plus en plus régulier. La deuxième croisade (1147-1149), à laquelle participe Louis VII, est elle aussi une entreprise terrestre ravitaillée par les flottes génoises et vénitiennes. On aurait pu croire que des navires marseillais viendraient se joindre immédiatement au mouvement. Il n’en fut rien. Marseille ne s'engagera que bien plus tard et ses activités dans les territoires conquis resteront loin derrière celles de Venise ou de Gênes. Les croisades jettent ainsi les bases d’un quasi-monopole des villes italiennes sur les liaisons commerciales avec l’Orient et ce jusqu’à la fin du Moyen Âge.
La troisième croisade (1189-1192) est à la fois terrestre et navale. Terrestre car la contingent venu d’Allemagne suit, derrière l’empereur Barberousse la route terrestre des Balkans alors que Richard Cœur de Lion et Philippe Auguste prennent la mer. Les deux souverains achètent ou louent des navires. Le roi d’Angleterre fait escale à Marseille et le roi de France, parti de Marseille, passe par Gênes. C’est la première fois que de grands rassemblements de navires nordiques pénètrent en Méditerranée. C’est aussi la première grande entreprise maritime des Francs. Elle ouvre la série des croisades maritimes, expéditions qui n’ont plus beaucoup de points communs avec celles, terrestres, des premiers temps. Les navires certes, coûtent cher, mais permettent d’effectuer le voyage plus rapidement et plus sûrement sans avoir à traverser des territoires parfois hostiles et négocier des achats de vivres à chaque étape. D’autre part, ces « passages » en Terre sainte ne concernent plus des foules qui sont autant des pèlerins que des chevaliers, mais uniquement des combattants qui partent en grand nombre. Il ne s’agit plus, comme au XIIe siècle de porter secours au royaume de Jérusalem avec quelques centaines de chevaliers, mais de conquérir des villes gardées par d’imposantes murailles, et donc de transporter par voie de mer de véritables armées, ce qu’on n’avait jamais fait sur de pareilles distances. Les nefs, construites à Venise, Gênes et Marseille, deviennent de plus en plus imposantes, capables de porter plusieurs centaines d’hommes ou leurs chevaux.
La quatrième croisade (1202-1204) est exclusivement maritime et à forts effectifs français, mais seules les villes italiennes sont à même de fournir la flotte de transport et c'est Venise qui est choisie par les chefs croisés ; certains pèlerins font cependant défection et embarquent à Marseille. La cinquième croisade (1217-1221) se passe avec une très faible participation française, le royaume étant accaparé par la lutte contre les Albigeois, de même que la sixième (1228-1229), menée par l’empereur germanique Frédéric II.

#### Aigues-Mortes, premier port construit par le roi pour un usage militaire
Saint Louis, qui veut s’affranchir de la tutelle des marines italiennes, cherche un port sur les côtes méditerranéennes, ce qui est maintenant possible avec le rattachement du Languedoc au domaine royal. Narbonne étant jugée peu sûre, on choisit le site d’Aigues-Mortes, à l’ouest de la Camargue, pour y bâtir un port,. Le lieu parait favorable car abrité au fond d’une lagune où débouche le petit Rhône par un grau. Le terrain est acheté par le roi en 1240 et les travaux débutent immédiatement. Aigues-Mortes communique avec la mer par un canal de six kilomètres qui aboutit au « Grau-du-Roi ». La ville est dotée de deux ports, l’un intérieur pour les petits navires, l’autre extérieur, la Peyrade, organisé autour d’un respectable môle de pierre de 600 m. Les fortifications ne seront achevées qu'à la fin du XIIIe siècle, sous Philippe III et Philippe IV, mais le site, à la fois port militaire et chantier naval, est utilisable rapidement.
Lors de la septième croisade (1248-1254), Saint Louis s’y embarque pour l'Égypte. Les navires ont été commandés aux Génois, Vénitiens et Marseillais à partir de 1242. Certains devis sont conservés dans les archives avec de nombreuses reconnaissances de dettes pour que les créanciers se fassent rembourser. Pour la croisade de 1248, les sommes investies sont considérables. Le total des emprunts contractés par la cour de France auprès des financiers génois est de l’ordre de 26 638 livres tournois. L’échec de cette croisade à Damiette et l'éprouvante captivité qui s'ensuit n'empêche pas Saint Louis de participer à une huitième croisade (1270). On estime à plusieurs centaines les bateaux achetés, construits ou nolisés par les Français pour les deux croisades : naves, busses, salandres, galées, barques diverses. En 1268, le roi a passé commande aux Vénitiens de quinze naves pour le transport de 10 000 hommes et 4 000 chevaux. Les plus connus de ces bateaux fort longs et très larges sont la Sainte-Marie, le Saint-Nicolas, le Rochefort et la Montjoye. C'est à Aigues-Mortes que Saint Louis appareille avec à ses côtés le premier titulaire de la charge d'Amiral de France, Florent de Varennes, qui trouve la mort à ses côtés devant Tunis. C'est aussi lors de cette expédition qu'est utilisée pour la première fois une carte marine, présentée au roi par un Doria.
Avec le recul, la construction d’Aigues-Mortes, apparaît comme la première tentative de la monarchie française pour se doter de ce qu’on peut appeler un port de guerre. L’entreprise ne manque pas d’étonner, vu la distance entre Paris et les côtes du Languedoc, mais elle témoigne d’une certaine prise de conscience navale, puisque la ville a pour but de servir de base où peuvent se concentrer les troupes et les vaisseaux, loin des intrigues et du jeu politique des villes italiennes qui cherchent à détourner ou orienter les croisades à leurs profit. Il ne s'agit pas encore d'un arsenal, puisque les navires sont pour l'essentiel commandés et construits ailleurs, même si une partie de l'entretien se fait forcément sur place. Il faudra encore attendre une cinquantaine d'années pour que soit créé le premier arsenal de marine français à Rouen, au clos des galées (1292-1294), mais après la clôture de l'époque des croisades. Aigues-Mortes connait une réelle prospérité jusqu’à la fin du XVe siècle, où le rattachement de la Provence à la France (1481) et l’envasement progressif du chenal scelle son sort. Elle perd cependant très tôt son rôle militaire avec la fin des croisades, et n’a jamais été capable de remettre en cause la prééminence des villes italiennes (les marchands vénitiens sont les plus nombreux dans le port), ni même de servir de base pour sécuriser la région contre les raids venus d’Afrique du Nord. Il n’est pas inintéressant de voir que les Espagnols, qui sont en pleine « Reconquista » vers le sud de la péninsule Ibérique, sont les seuls à avoir une réelle et constante politique navale en Méditerranée occidentale. Les différents souverains font ainsi la reconquête, dès le XIIIe siècle, des îles autrefois prises par les musulmans, comme les Baléares, avant même la prise de Grenade (1492). Politique poursuivie par la suite et qui leur permettra de mettre la main sur la Sardaigne et la Sicile…
Côté français, on ne retrouve plus guère de politique navale en Méditerranée après la mort de Saint Louis lors de la huitième croisade (1270). En 1285, après les tragiques « Vêpres siciliennes », Philippe III tente une invasion de la Catalogne en représailles contre le roi d’Aragon qui vient d’arracher la couronne de Sicile à Charles d’Anjou, frère de Saint-Louis. Le fait que l’expédition soit dirigée contre la Catalogne voisine plutôt que contre la Sicile montre le rapide déclin naval des Français qui ne sont déjà plus capables de se projeter sur une distance pourtant deux fois moindre que la Terre sainte. Les navires font la navette depuis Aigues-Mortes et Narbonne pour ravitailler l'armée d'invasion qui longe la côte catalane. Cette « Croisade d'Aragon » se termine le 4 septembre 1285 par un sanglant désastre près du port de Rosas : les 30 galères françaises et génoises de Philippe III sont écrasées par les 40 galères aragonaises arrivées de Palerme. Cette défaite contraint l’armée de Philippe III, coupée du Languedoc, à prendre précipitamment le chemin du retour. On ne verra plus de grande concentration navale française en Méditerranée avant les guerres d’Italie deux siècles plus tard. « La France, malgré les croisades, tourne encore le dos à la mer » conclut sobrement Michel Vergé-Franceschi. La rivalité franco-anglaise, qui prend naissance alors que se déroulent les dernières croisades, oblige pourtant les souverains français à manifester leur présence dans la Manche.

### Les débuts de la rivalité franco-anglaise (XIIe-XVesiècles)

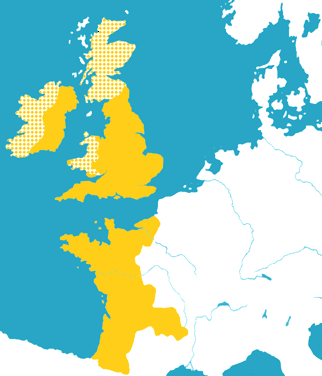
L'empire Plantagenêt vers 1160. Son démantèlement progressif enclenche la rivalité franco-anglaise sur terre puis sur mer au début du XIIIe siècle.

Elle prend forme progressivement dans la deuxième moitié du XIIe siècle lorsque Henri Plantagenêt, un noble issu des grandes familles féodales du sud-ouest de la France, devient roi d’Angleterre sous le nom d’Henri II. En additionnant ses possessions à celles de son épouse Aliénor d’Aquitaine, Henri II voit passer sous son contrôle des territoires bien plus étendus que ceux dont dispose le roi de France Louis VII, lequel est en théorie son suzerain. La guerre, quasi inévitable, s’engage entre le successeur de Louis VII, Philippe II et les fils d’Henri II, Richard Cœur de Lion puis Jean sans Terre. La rivalité franco-anglaise n’a donc pas au départ une origine maritime mais continentale : elle provient autant de la volonté du roi de France de s’en prendre à un vassal jugé trop puissant que des querelles entre les fils d’Henri II pour se partager l’héritage.
On ne fera pas ici le récit des guerres qui aboutissent au démantèlement de l'empire Plantagenêt, mais on se doit de signaler qu’elles rapprochent progressivement le royaume domaine royal capétien de la mer. En 1204, la Normandie est conquise par Philippe II (voir plus haut) et l’Artois en 1212. La marche vers l’ouest se poursuit avec Saint Louis : La Rochelle est atteinte en 1228, les îles de Ré et d’Oléron en 1242. L’Aquitaine et la Bretagne attendront cependant le XVe siècle, tout comme au sud la Provence, alors que le Languedoc est conquis entre 1209 et 1229 à la faveur de la croisade contre les Albigeois (voir ci-dessus avec Aigues-Mortes). Les succès territoriaux de la monarchie française au début du XIIIe siècle déterminent de toute façon le déclenchement des premiers affrontements navals franco-anglais. Ils se décomposent en trois grandes phases :
- de 1212 à 1217, la tentative de Louis de France (fils de Philippe II et futur Louis VIII) d’annexer l’Angleterre ;
- la très dure affaire des Flandres, en 1302-1304, point d'apogée d’une guerre commencée en 1294 au sujet de la Guyenne ;
- le long épisode de la guerre de Cent Ans de 1337 à 1453, qui culmine sur mer de 1338 à 1417.

#### La tentative d'annexion de l'Angleterre

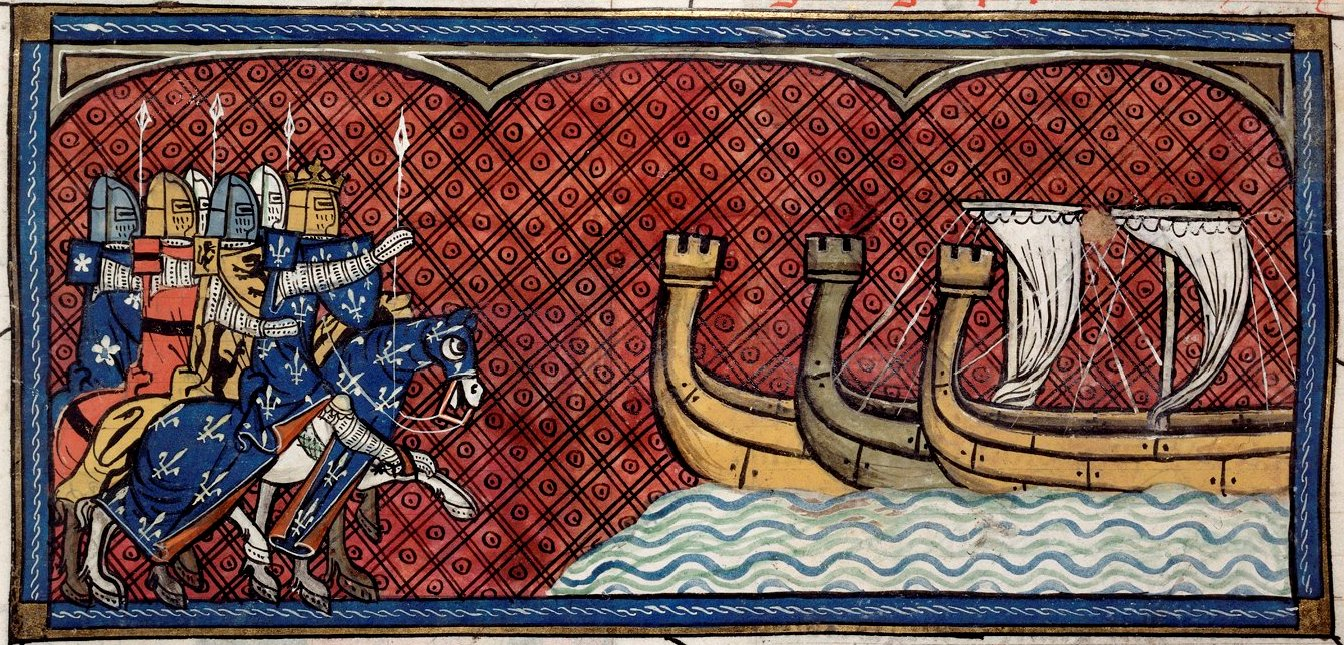
Philippe Auguste attendant sa flotte. Philippe II est le premier roi de France à armer une flotte, en 1213. Il l'incendie toutefois en Flandre lors de la bataille de Damme pour des raisons stratégiques.

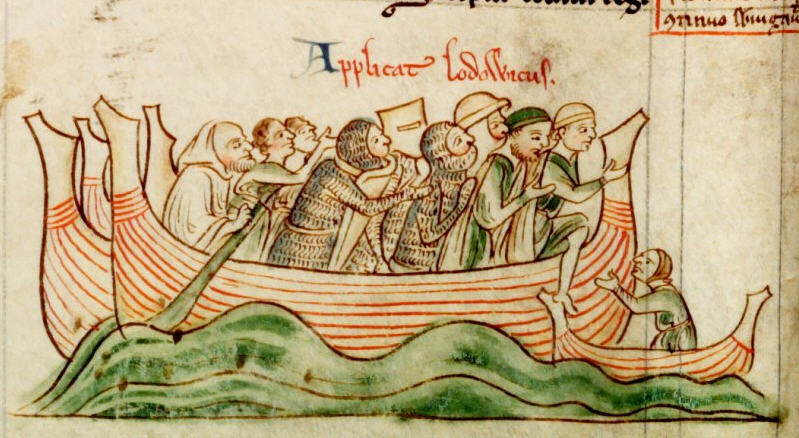
Arrival of Louis of France in England (1216). Louis « le Lion » débarque avec succès sur les côtes anglaises avec plus de 1 500 soldats.

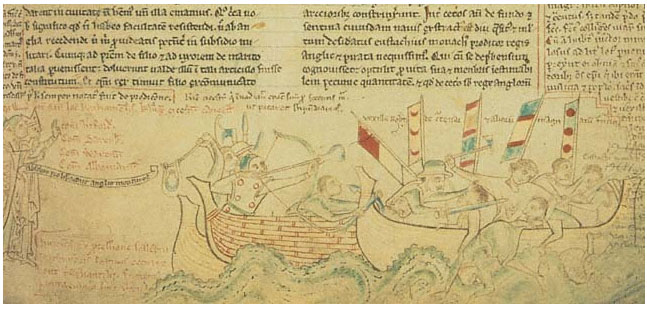
La bataille des Cinq-îles en 1217. Ce combat met un terme à la tentative de conquête française de l'Angleterre menée par Louis « le Lion ».

En janvier 1213, Jean sans Terre, en conflit avec le pape Innocent III, est excommunié. Le souverain pontife se tourne alors vers le roi de France et lui demande d’organiser une expédition en Angleterre afin d’aller dessaisir Jean de sa couronne pour l’attribuer « à quelqu’un qui en serait digne ». Philippe II, qui se contente de la conquête de la Normandie n’y est guère favorable, mais son fils Louis, poussé par son épouse Blanche de Castille, accepte l’idée avec enthousiasme. Philippe II fait donc masser une flotte de 1700 navires dans les différents ports de la Manche. Il ne s’agit pas réellement d’une flotte de guerre, mais d’une armada hétéroclite de transports de troupes de toute grandeur issue des barques de pêche et des nefs de commerce. Au mois de mai, alors qu’on s’apprête à embarquer, arrive le légat du Pape porteur de l’acte de soumission de Jean sans Terre. L’expédition est annulée… Mais Philippe, qui s’apprête à partir en guerre contre le comte de Flandre allié du roi d’Angleterre, décide d’utiliser cette flotte contre les côtes flamandes. Elle arrive à Damme (Dam en flamand), près de Bruges, alors que l’armée de Philippe, victorieuse, s’empare de nombreuses villes. En fin de compte, les Français ont réussi à improviser avec succès une attaque combinée par terre et par mer. Menacé d’une défaite totale, le comte de Flandre appelle au secours Jean sans Terre. Ce dernier, qui ne s’est soumis au Pape que par peur d’un débarquement, estime vital d’intervenir pour lever l’hypothèque d’une invasion toujours possible si Philippe II est victorieux en Flandre. Les Anglais rassemblent 500 navires, embarquent chevaliers et mercenaires, appareillent le 28 mai, et arrivent devant Damme le surlendemain. 
En face, les navires français, trop nombreux, n’ont pu tous entrer dans le port : 400 d’entre eux sont à l’ancre au large, une centaine ont été tirés sur la plage. Il aurait fallu que cette flotte vulnérable soit convenablement gardée, mais la quasi-totalité des équipages et des troupes, ne résistant pas à l’attrait des richesses de la région, a mis pied à terre pour se livrer au pillage. Les Anglais s’emparent sans mal de 300 des 400 bâtiments ancrés devant Damme et incendient les autres. Les équipages français, enfin alertés, regagnent en toute hâte les navires restés dans le port et engagent le combat. Leur résistance se durcissant, les Anglais débarquent de chaque côté du port pour prendre les Français en tenaille. Philippe II, prévenu de l’attaque, lève aussitôt le siège de Gand, à deux pas de là, et se porte au secours de sa flotte. Le contingent anglais, écrasé, doit se rembarquer précipitamment.
La bataille de Damme (30-31 mai 1213) est autant une affaire terrestre que navale. Elle est plutôt indécise car les Anglais n’ont réussi qu’à capturer ou détruire moins de la moitié des navires français avant d’être refoulés. C’est la réaction de Philippe II qui détermine le sort de cette journée et en fait une victoire anglaise : tout se passe comme si le roi, vainqueur à terre, se trouvait contrarié par cette flotte qui semble l’encombrer dans son dos et pour laquelle il a dû lever le siège de Gand. Craignant peut-être un retour offensif des Anglais contre une concentration navale qui ne lui semble plus utile, il met le feu au reste de ses navires. « Les Français connaissent mal les voies de la mer » aurait à cette occasion soupiré Philippe II.
La guerre se poursuit sur le continent en 1214. Philippe II écrase la tentative d’invasion germano-flamande à Bouvines (27 juillet), et Louis de France, surnommé « le Lion », met les Anglais en déroute à la Roche aux Moines (2 juillet). Ces deux victoires éclatantes affermissent la monarchie capétienne (Philippe II y gagnera le surnom d’« Auguste ») et relancent la guerre navale. Jean sans Terre, discrédité par sa fuite à la Roche aux Moines, voit se dresser contre lui la noblesse anglaise révoltée. Cette dernière se tourne alors vers Louis de France et lui offre la couronne d’Angleterre. Philippe II, comme en 1213, reste toujours aussi peu enthousiaste vis-à-vis de cette aventure, puis donne finalement son accord. En mai 1216, Louis débarque avec une armée de 1 500 hommes, secondé par des rebelles anglais. Londres tombe sans coup férir et Louis s'y fait proclamer roi d'Angleterre — mais pas couronner car il n'y avait pas d'archevêque disponible pour effectuer l'onction — et prend rapidement le contrôle du Sud du pays malgré quelques points de résistance (dont Douvres). Jean Sans Terre, aux abois, décède brutalement en octobre 1216. La noblesse anglaise en profite pour refaire son unité autour d’un nouveau roi, le jeune Henri III d'Angleterre, fils de Jean sans Terre. La situation se retourne alors complètement pour Louis qui est battu sur terre lors de la bataille de Lincoln en mai 1217. Tout n’est cependant pas encore définitivement joué si les renforts qu’il demande depuis des mois réussissent à débarquer. Ces derniers sont organisés avec ardeur par son épouse et principal soutien en France, Blanche de Castille. Une première expédition est tenue en échec devant Douvres (bataille de Douvres). La seconde (bataille de Sandwich) va donner lieu à la première véritable bataille navale franco-anglaise, c'est-à-dire menée en haute mer (et non sur la côte ou dans un estuaire) par deux flottes usant de choix tactiques (par rapport au vent) et qui sont loin du choc entre deux masses de navires hétéroclites (comme cela sera généralement le cas pendant tout le Moyen Âge et jusqu’au XVIIe siècle).
Philippe II, qui ne dispose pas de chef naval, confie l’expédition à un personnage hors norme : Eustache le moine, ex-religieux défroqué s’adonnant à la magie et devenu pirate depuis la petite île de Sercq, d’où il avait pris l’habitude de lancer des raids des deux côtés de la Manche. Pendant l’été 1217, troupes et vaisseaux se rassemblent à Calais. En Angleterre, les préparatifs pour stopper l’expédition adverse se concentrent autour des Cinq-Ports (une fédération regroupant cinq ports du sud-est du pays). Le commandement est confié à Hubert de Bourg, le défenseur victorieux de Douvres, et à Philippe d'Aubigné, gouverneur de Jersey. Dans la nuit du 23 au 24 août 1217, la flotte française quitte Calais. Elle se compose de 70 à 100 nefs chargées de troupes et de matériel escortés par 10 bâtiments armés en guerre. On est loin des 1 700 navires rassemblés devant Damme quatre ans plus tôt, mais l’organisation est meilleure puisqu’on remarque un début de spécialisation entre transporteurs et escorteurs. La flotte fait route vers le nord en file indienne, poussée par un bon vent de sud-sud-est et cherche à contourner North Foreland pour entrer dans l’estuaire de la Tamise. Eustache le moine s’est placé sur l’arrière avec sa nef équipée d’un haut château armé d’un trébuchet. À la hauteur de Sandwich, Eustache aperçoit la flotte anglaise qui sort elle aussi du port en file indienne. Elle se compose de 18 grandes nefs de guerre et de 20 bateaux plus petits. Curieusement, elle semble ignorer les navires français et poursuit sa route laborieuse vers le sud en remontant le vent. Eustache le Moine ne s’en inquiète pas car il pense que les Anglais veulent aller attaquer Calais qui est bien défendue. En réalité, il s’agit d’une remarquable manœuvre d’Hubert de Bourg, qui s’efforce de gagner le vent sur l’ennemi afin de garder l’initiative et de fondre sur lui au moment voulu, alors que ce dernier, sous venté, est obligé de subir l'attaque. Quand l’escadre anglaise dépasse entièrement les derniers navires de la ligne française, elle vire de bord brusquement et fonce vent arrière sur le convoi. Celui-ci, formé de grosses coques lourdement chargées de chevaux et d’hommes, est vite rattrapé par les navires plus légers et manœuvrables d’Hubert de Bourg,. Les Anglais remontent alors la ligne française et attaquent une par une les nefs adverses. Hubert de Bourg, qui a bien préparé son plan, a fait monter dans les mâtures des hommes qui accablent les Français de flèches et leur jettent, le vent aidant, des pots de chaux vive pour les aveugler. Les navires français sont pris à l’abordage ou éperonnés par les bâtiments anglais dont la proue est suffisamment rigide pour servir de rostre. Eustache le moine, que les Anglais avaient appris à redouter, est exécuté sur le champ. Une quinzaine de navires français réussissent à s’échapper mais la défaite n’en est pas moins complète.
Les Français ont réussi à tenir la Manche pendant quinze mois (de mai 1216 à août 1217) en faisant passer environ 7 000 combattants en Angleterre jusqu'à ce que Louis de France devienne totalement isolé et à la merci de ses ennemis. Les Anglais préfèrent cependant négocier son départ. Le traité de Lambeth est signé le 11 septembre 1217. Louis renonce officiellement au trône d'Angleterre et rembarque peu après avec ses dernières troupes. La bataille de Sandwich, moins connue que la bataille d'Hastings (1066) ou que plus tard les inextricables combats de la guerre de Cent Ans, constitue néanmoins elle aussi une date clé de l’histoire de l’Angleterre. Quant au prince Louis, il deviendra roi de France sous le titre de Louis VIII de France. Son surnom « le Lion » lui fut donné en raison de sa vaillance dans toutes ses entreprises militaires, celle d'Angleterre étant probablement la plus importante malgré son échec final.

#### L’affaire des Flandres

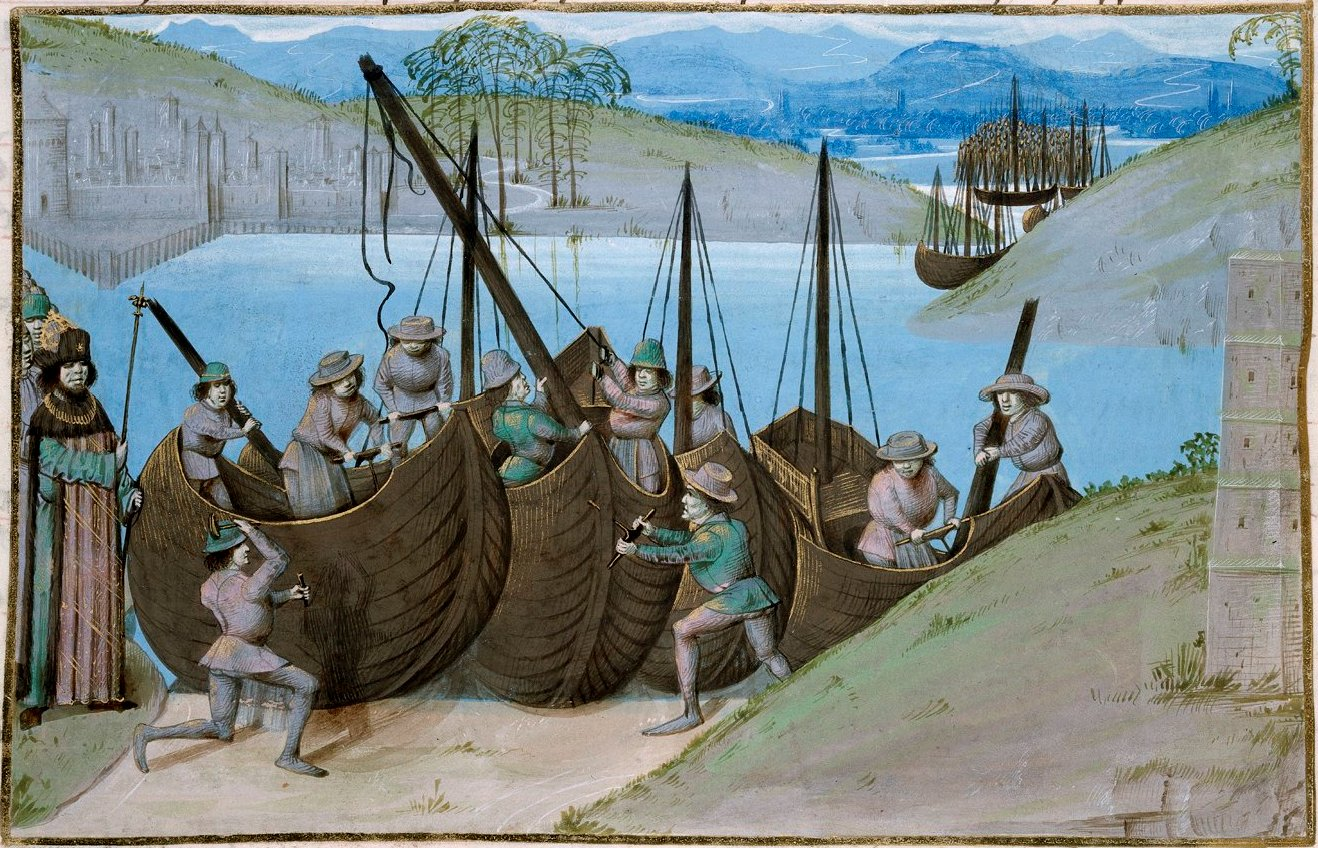
Chantier naval médiéval. Philippe le Bel, lassé de louer des navires à l'étranger, fait construire au Clos des Galées, près de Rouen, le premier arsenal français.

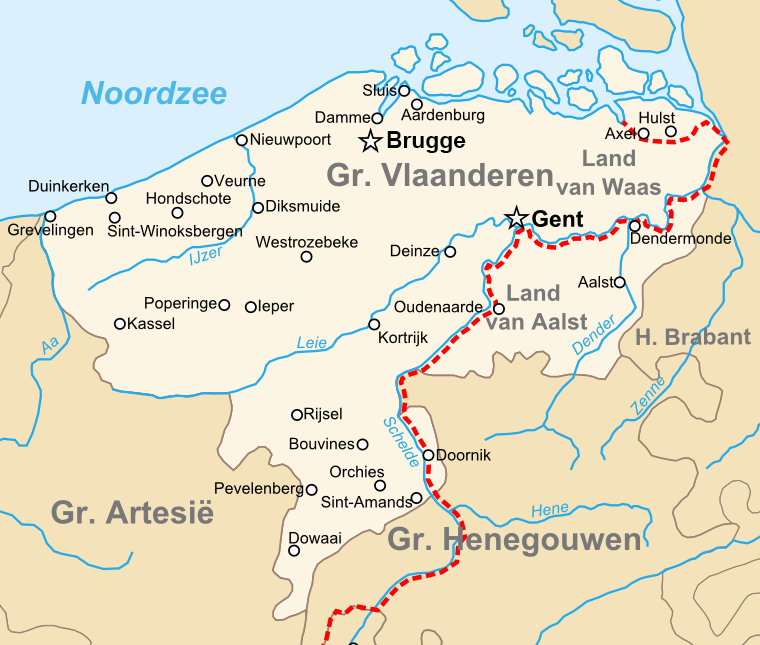
Le comté de Flandre. Ce territoire en révolte contre la France avec le soutien de l'Angleterre est à la source des plus importants engagements navals des rois de France au début du XIVe siècle.

À la fin du XIIIe siècle, l’Angleterre ne conserve plus sur le continent que la Guyenne. Mais ce territoire, qui reste sous suzeraineté du roi de France, est constamment grignoté par les empiètements incessants des légistes de Philippe le Bel. En 1294, la guerre reprend. L’enjeu, cependant, passe progressivement de la Guyenne à la Flandre, riche territoire constamment convoité des deux côtés de la Manche. Ce conflit provoque, côté français, un effort naval tout à fait considérable qui culmine avec la création du premier arsenal de marine à Rouen et la victoire navale de Zierikzee.
Philippe le Bel commence son règne comme ses prédécesseurs : il doit louer des navires étrangers lorsqu’il veut armer une flotte. C’est ainsi qu’il use de nefs norvégiennes, hanséatiques, aragonaises, génoises. Fatigué de cette dépendance, Philippe le Bel décide de se doter de ce qu’on peut appeler aujourd’hui une « flotte nationale ». Il lui faut pour cela une infrastructure. C’est ainsi qu’est établi, à partir de 1292, sur la rive gauche de la Seine, en face de Rouen, le « Clos » (ou « Parc ») des Galées, premier arsenal français, avec atelier de fabrication d’armes et entrepôts de vivres. Bien qu’on soit dans la Manche, c’est vers les modèles méditerranéens qu’on se tourne : comme son nom l’indique, le clos est consacré à la construction de galères (même si on y trouve aussi des nefs). Son établissement est mené à bien grâce à l’assistance technique de constructeurs génois qui s’inspirent des réalisations vénitiennes et espagnoles (un flot d’ouvriers et de spécialistes remontent la vallée du Rhône). La galère, pourtant, n’est guère adaptée à la houle de l’Atlantique et de la Manche, mais c’est le seul type de navire exclusivement réservé à la guerre à cette époque. L’emplacement du Clos est bien choisi, à l’abri d’une attaque surprise, à proximité des forêts normandes et des forges capables de fournir les matières premières nécessaires. Bien équipé et bien protégé par une enceinte fortifiée avec fossés et tourelles, le Clos des Galées est capable de construire, de réparer et de ravitailler les navires du roi. Il ne possède pas de bassin, mais regroupe des magasins, des ateliers, des cales de construction couvertes, des logements pour le personnel et des stocks d’armes et de munitions.
En face, Édouard Ier arme une série de flottes qui doivent empêcher tout débarquement dans les îles anglaises. Cette tactique est un succès relatif jusqu’en 1296. Cette année-là, les navires de Philippe le Bel, emmenés par Matthieu de Montmorency et Jean d’Harcourt, débarquent à Douvres une armée qui met à sac la région et incendie la ville. Une paix précaire est signée en 1297, mais le conflit passe en Flandre. La partie occidentale dépend du roi de France, mais à cause des besoins en laine de l’industrie textile flamande, les villes et le patriciat prennent parti pour l’Angleterre, alors que la noblesse est francophile. En mai 1302, la Flandre se révolte : les Français sont massacrés à Bruges (« Matines de Bruges »), ce qui conduit Philippe le Bel à lancer une grosse armée sur le pays. Cette dernière est écrasée à Courtrai en juillet de la même année (« Bataille des Éperons d’or »). Philippe le Bel, qui ne peut rester sur cette défaite, prépare une double invasion, l’une terrestre, l’autre navale (comme Philippe Auguste 90 ans plus tôt). En 1304, l’occasion se présente lorsque les Flamands révoltés viennent mettre le siège devant le port zélandais de Zierikzee, dans les bouches de l’Escaut.
La flotte, assez composite, est un mélange de nefs d’origine normande et espagnole, protégée par les galères du génois Rainier de Grimaldi, nommé amiral de France par Philippe le Bel. Elle n’est pas très importante car elle ne totalise qu’une vingtaine de bâtiments à voiles et 16 galères. En face, Guy de Namur, qui mène la révolte depuis 1302, dispose de 80 navires. On remarque une nouveauté : l’artillerie à poudre, avec la présence de canons, mais trop peu nombreux cependant et pas assez puissants pour jouer un rôle autre que symbolique. La bataille dure deux jours. Le 10 août, les combats sont indécis. Les Flamands lancent un brûlot, mais le vent tourne brusquement et le navire incendiaire leur revient dessus, provoquant un début de panique dans leurs rangs. Le 11, Rainier de Grimaldi ordonne l’attaque à l’abordage. Dans les méandres étroits et malcommodes de l’Escaut, les galères génoises s’avèrent beaucoup plus manœuvrables que les gros voiliers locaux. La flotte flamande est mise en déroute : une partie des navires sont détruits, les autres s’enfuient ou sont capturés, dont le navire-amiral avec Guy de Namur. Le siège de la ville est levé. La victoire navale est complétée quelques jours plus tard par la victoire terrestre de Mons-en-Pévèle contre les milices flamandes. Cette victoire, à laquelle prend part personnellement le roi, va d’ailleurs éclipser la bataille navale de Zierikzee qui ne sera guère mentionnée dans les manuels d’Histoire. Il est vrai que l’effort naval de Philippe le Bel ne lui survit guère avec la signature de la paix, en 1305. Même si le Clos des Galées reste en activité, « les choses finissent par pourrir, les titres seuls (amiral grand officier de la Couronne) demeurant » (Jean Meyer, Martine Acerra). Le déclenchement de la guerre de Cent Ans, trois décennies plus tard, va cependant réactiver l'arsenal. Quant à la Flandre, qui reste rebelle à l'autorité du roi de France, c'est dans ses estuaires que va se dérouler la première bataille majeure du nouveau conflit franco-anglais.

#### La guerre de Cent Ans sur mer

##### Une mobilisation navale d’abord favorable à la France

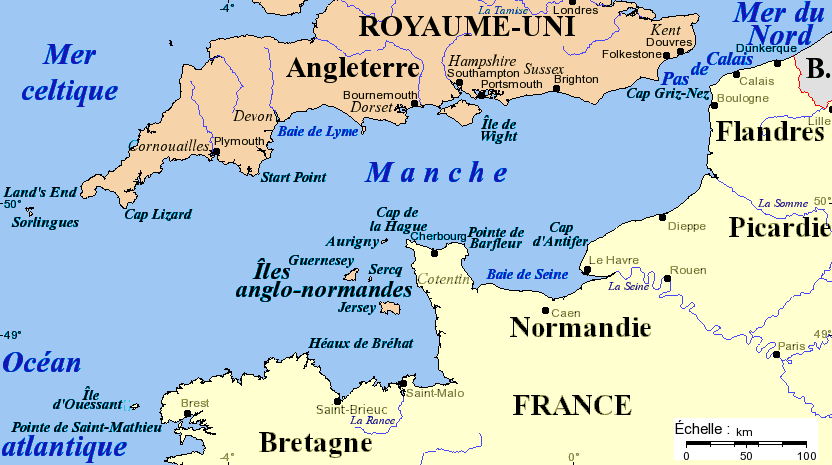
Carte de la Manche. La maîtrise de cette mer est essentielle pour la France et l'Angleterre, chacune cherchant à porter la guerre sur le sol adverse.

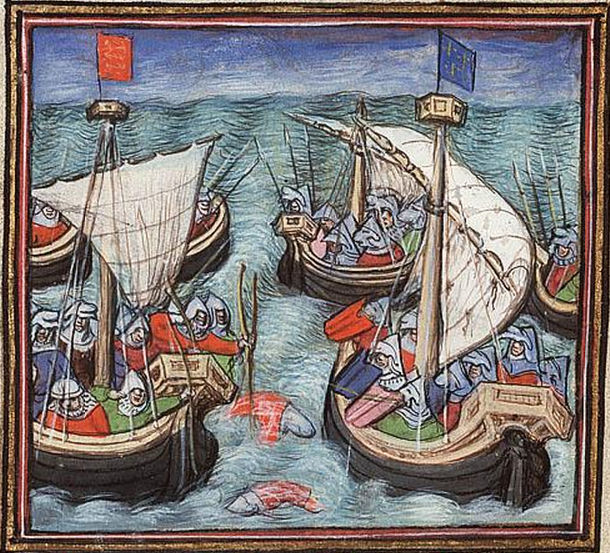
La bataille d'Arnemuiden, en 1338. Au début de la guerre de Cent Ans, le roi de France lève une flotte considérable qui lui donne de forts espoirs de victoire.

En octobre 1337, Édouard III d'Angleterre déclare la guerre à Philippe VI Valois, après l’accumulation, pendant des années, de toute une série de litiges entre les deux couronnes. Le conflit qui s’engage, va, entre diverses périodes de trêve plus ou moins longues, déchirer les deux royaumes jusqu’au milieu du XVe siècle, et ne sera d’ailleurs définitivement soldé côté français, que par la reprise de Calais en 1558 (après 211 ans d’occupation anglaise).
Les grandes batailles terrestres et un certain mépris des chroniqueurs de l’époque (ainsi qu'un manque d'intérêt de leur part) ont longtemps occulté le rôle de la mer dans la guerre de Cent Ans. Une tendance qu’on retrouve encore, des siècles après, dans nombre d’ouvrages sur ce conflit. Il est vrai que la guerre s’est déroulée presque exclusivement sur le sol français. Pourtant, le rôle de la mer est très important. À l’ouverture des hostilités, chacun souhaite être en mesure, à la fois, de porter la guerre sur le territoire ennemi et de protéger ses côtes, ce qui oblige les deux couronnes à engager un effort naval considérable pour contrôler la Manche.
Le roi de France n’aborde pas le conflit en position de faiblesse : aucun des deux royaumes ne dispose de marine de guerre permanente, même s’il peut compter sur une trentaine de nefs issues des « Cinq-Ports » (la Royal Navy ne sera pas créée avant 1540). Le royaume de France, beaucoup plus peuplé et riche que le royaume d’Angleterre, dispose de plus gros contingents de combattants et les revenus de la couronne peuvent financer une grande flotte. La mobilisation française est très rapide : en 1338, Philippe VI dispose d’une armée navale de 200 nefs, dont la majorité vient des côtes normandes. Ce sont des bâtiments en moyenne de 100 à 150 tonneaux qui peuvent être occupés par un effectif de soixante-quinze à une centaine d’hommes. Il s’agit de galères, de linhs, souvent de navires marchands, adaptés pour la circonstance. Le Clos des Galées fournit de nombreux bâtiments, armements complétés par des commandes dans des chantiers privés et l’appel aux alliés génois. Au total, le roi de France a un léger avantage sur son adversaire, au plan maritime, ce qui lui permet de mettre l’Angleterre sous pression les trois premières années du conflit, d’autant que la révolte des Écossais, qu’il a encouragé, oblige Édouard III à disperser ses forces.
En 1338 et 1339, les ports anglais de la Manche subissent une multitude de raids français. Le premier touche Portsmouth en mars 1338, sous la conduite de Nicolas Béhuchet, amiral de France en second. La ville est pillée et brûlée. Il est suivi de débarquements meurtriers à Sercq, à Aurigny et à Guernesey, dans les îles anglo-normandes. En septembre 1338, dans les eaux d'Arnemuiden, une bataille acharnée oppose une cinquantaine de bâtiments franco-génois, dont 48 galères, à cinq gros voiliers anglais chargés d’une riche cargaison de laine pour les Flandres. Malgré l'apparente disproportion des forces, le combat dure une journée entière et se solde par la capture des nefs anglaises avec la mort de la quasi-totalité de leurs équipages. Les navires, qui étaient équipés de canons, sont ensuite ramenés triomphalement à Calais et incorporés dans la flotte de Philippe VI. En octobre 1338, le génois Antoine Doria et l’amiral Hugues Quiéret dévastent Southampton puis remontent dans l’embouchure de la Tamise. En 1339, Hastings, Plymouth, Bristol, Sandwich sont pillées et brûlées par la flotte de Philippe VI. Les Anglais finissent tout de même par réagir : à la fin de l’année, la flotte des Cinq-Ports, débarrassée de ses obligations en Écosse, bat une escadre française à Douvres puis mène un raid sur Boulogne-sur-Mer et y détruit 40 navires.

##### Le désastre de l’Écluse et ses conséquences stratégiques (1340)

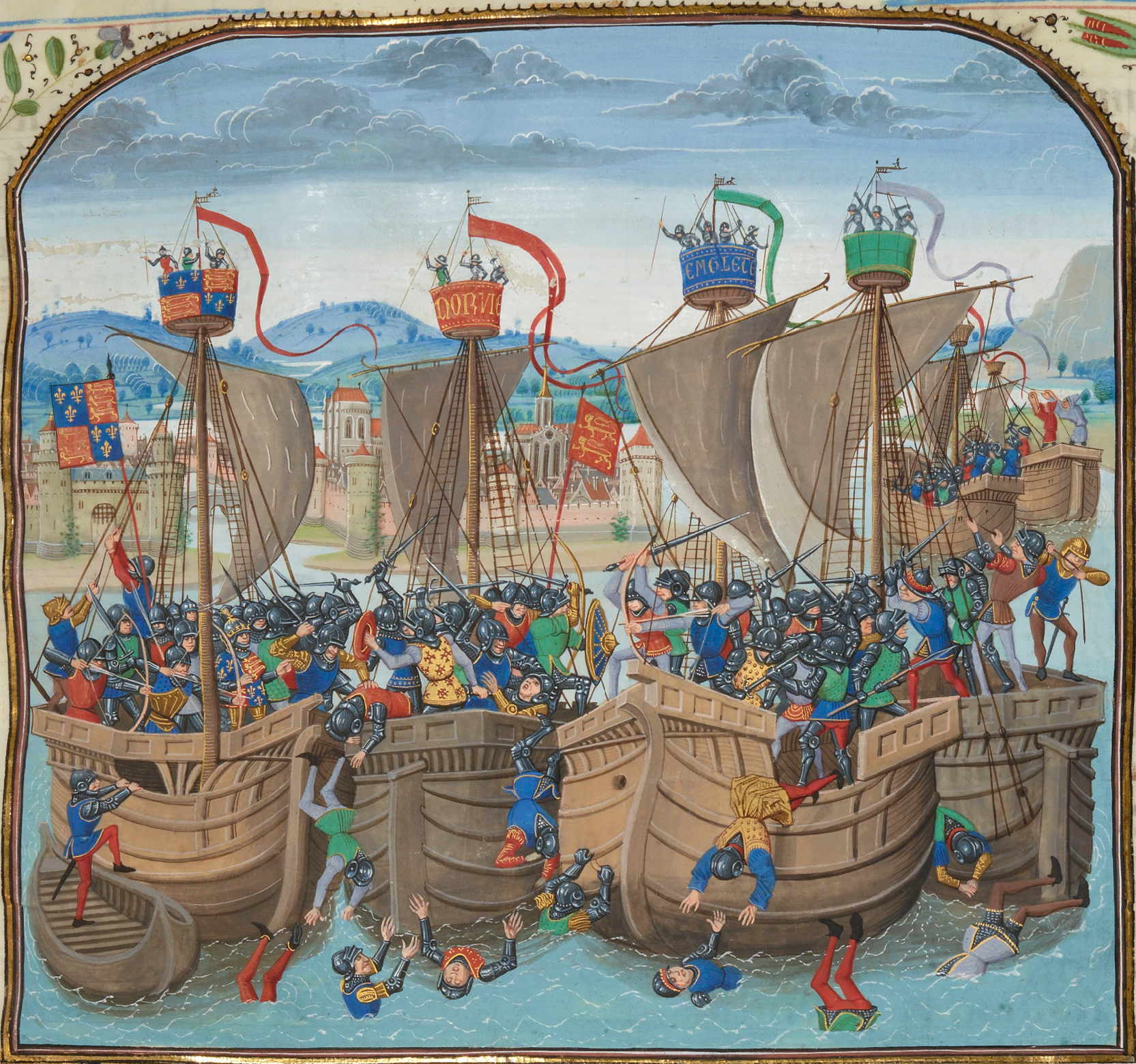
La bataille de l’Écluse, en 1340, est une écrasante défaite qui se solde par la destruction de la flotte française. Ses conséquences stratégiques sont immenses, puisque c'est sur le territoire français que va avoir lieu la guerre de Cent Ans.

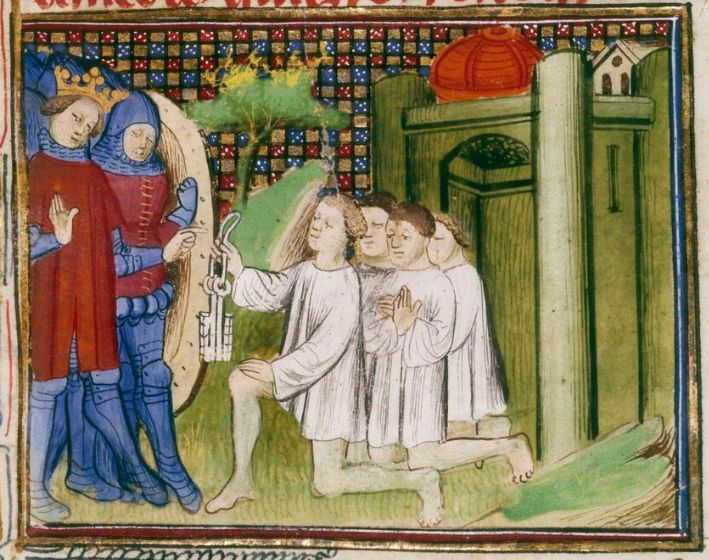
La chute de Calais. La prise de ce port, en 1347, donne aux Anglais une base qui leur permet de débarquer facilement en France. La ville ne sera reprise qu'en 1558.

Ce revers n’empêche pas les Français de garder l’initiative : en 1340, la « flotte de 200 nefs », est concentrée en Flandre, avec l’objectif d’envahir l’Angleterre et d’aider les Écossais. L’atmosphère est euphorique : on est tellement certain du succès que le plan d’invasion aurait comporté, selon les chroniqueurs, les modalités de répartition et de transport en France du butin escompté. De l’autre côté de la Manche, Édouard III, conscient de la gravité de la situation, rassemble troupes et navires à Orwell, dans le sud-est de l’Angleterre. L’armée anglaise, bien équipée et entrainée par les longues campagnes d’Écosse, est redoutable. Elle compte 20 000 hommes, dont 12 000 archers, et embarque le 22 juin 1340 sur 190 ou 200 navires, soit sans doute 35 000 hommes en comptant les marins. Le lendemain, elle est en vue des côtes flamandes où elle est repérée par les galères du génois Barbavera qui en avise aussitôt les chefs français, Nicolas Béhuchet, et Hugues Quiéret.
Les 200 (ou 140) navires français se concentrent dans l’estuaire de la Zwin près du petit port de l'Écluse, en aval de Bruges. Ils embarquent 40 000 hommes, marins et soldats. Des effectifs colossaux pour l'époque : c'est l'une des plus grandes troupes réunie par un roi de France pendant tout le Moyen Âge. L’armée navale a été rangée en trois lignes parallèles à la côte, les navires liés les uns aux autres par des chaines. Béhuchet et Quiéret, bons combattants, mais marins improvisés, ont transformé la flotte en forteresse flottante. Ne restent libres de leurs mouvements que cinq grandes nefs porteuses de canons placées en avant du dispositif. Barbavera, seul véritable marin parmi les chefs, s’insurge contre cette tactique qui immobilise la flotte dans un cul-de-sac et laisse l’initiative à l’adversaire. Monté à bord du navire-amiral, le Saint-Georges, il exhorte Quiéret à lever l’ancre car : « les Anglais auront pour eux le vent, le soleil et la marée, si nous restons au mouillage et vous serrerons tant que vous ne pourrez vous aider. » Mais Quiéret refuse catégoriquement de bouger. Ce débat montre que les chefs français n’ont aucune mémoire navale car ils sont à peu près dans la même position que les Flamands 36 ans plus tôt, lesquels avaient été anéantis par la flotte de Philippe le Bel qui avait attaqué de la mer vers l'intérieur de l'estuaire.
Édouard, qui a passé la nuit à quelques encablures de là, a disposé de tout le temps nécessaire pour observer le dispositif français. Au matin du 24 juin, la flotte anglaise quitte son mouillage en profitant de la marée descendante et se positionne face aux Français. Tout se passe alors comme l’a redouté Barbavera : le vent du large et la marée remontante permettent à Édouard de lancer l’attaque générale. Les cinq navires équipés de canons coulent plusieurs assaillants, mais ils sont vite débordés puis capturés. Les Anglais transposent en mer la tactique de combat terrestre qui fera longtemps leur succès : les archers accablent l'adversaire de flèches avant d'engager le corps à corps décisif. Côté français, on a essentiellement embarqué des arbalétriers, lesquels ne parviennent pas à soutenir le rythme de tir ennemi. Leurs équipages décimés par les traits anglais, les nefs françaises sont ensuite prises à l'abordage dans une mêlée acharnée et sanglante. Barbavera, avec ses 40 galères, se tire du piège et tente de prendre l’adversaire de flanc. C’est alors que les Flamands, voyant les Français en difficulté, décident de se joindre au combat. Une cinquantaine de leurs nefs accourues de Bruges, avec 8 000 hommes embarqués ou à terre, attaquent les Français sur leurs arrières, parachevant leur encerclement. Le dispositif français est réduit partie par partie, comme les bastions d’une forteresse assiégée. Une trentaine de navires réussissent à sortir de la nasse et à prendre le large avec les galères génoises. À la nuit tombante, les derniers équipages mettent pied à terre et tentent de s’enfuir par les campagnes. Beaucoup sont massacrés par les Flamands qui se vengent des pillages subis dans les jours précédents le combat. Les pertes sont énormes : 15 000, voire 30 000 morts. En y ajoutant les 9 000 Anglais tués, cette bataille est l’une des plus meurtrières du Moyen Âge. Dans ce combat d’anéantissement, les Anglais n’ont pas cherché à faire de prisonniers : Nicolas Béhuchet et Hugues Quiéret, capturés au milieu de l'engagement, ont été immédiatement mis à mort, comportement rare à une époque où la prise du chef est normalement synonyme de grosse rançon. Édouard III a lui aussi failli être tué (il s'en tire avec une blessure à la cuisse).
« La bataille de l'Écluse est l’une des plus grandes batailles de l’Histoire : non seulement, elle arrête net la nouvelle tentative d’invasion de l’Angleterre, mais ouvre les portes de la France à l’invasion anglaise, et donc à la guerre de Cent Ans » (Jean Meyer, Martine Acerra). Le renversement stratégique est complet, même si Édouard III n’exploite pas immédiatement sa victoire et se contente de renforcer ses positions en Flandre. Côté français, le choc est considérable. Comme tout le monde croyait la victoire acquise, personne ne sait comment annoncer la défaite à Philippe VI. On recourut donc à un « fou » du roi ; celui-ci, raillant lourdement la lâcheté des Anglais reculant devant le combat, fit comprendre au roi, par le contraire, qu’il avait perdu sa grande flotte.
Les quelques navires restants ne peuvent plus guère jouer qu’un rôle d’interception partielle sur les convois anglais. Pendant une trentaine d’années, les rois de France vont devoir s’en remettre presque totalement aux alliés génois, bientôt rejoints par les Castillans, pour tenter d’avoir encore une action en mer. On trouve aussi de nombreux corsaires, sans parler de la piraterie, présentée dans les chroniques sous le nom d’« écumerie ». La Manche et les abords de l’Atlantique, cependant, restent sous contrôle anglais. En 1341, une guerre de succession éclate en Bretagne. L’un des prétendants au duché réclame l’aide du roi d’Angleterre, l’autre celle du roi de France. Au printemps 1342, Édouard III envoie une flotte qui traverse sans problème le Manche et débarque 6 000 hommes à Hennebont puis défait les Hispanos-Génois et capture leurs navires. En juillet 1342, une deuxième flotte anglaise quitte Southampton à destination de la Bretagne. Elle compte 46 navires et transporte une grosse troupe de 10 000 hommes. Elle est interceptée par les galères génoises au large de Guernesey, mais quatre ou cinq bâtiments anglais sont capturés seulement, le reste arrivant tranquillement à Brest qui tombe ainsi dans l'escarcelle d’Édouard III.
Le pire reste pourtant à venir. En 1346, Édouard III, à la tête d'une flotte de 1 000 ou 1 200 navires, débarque avec une grosse armée dans le Cotentin (peut-être 15 000 hommes). Commence alors une chevauchée dévastatrice qui ravage la Normandie. Édouard III, qui détruit tout devant lui, pille Caen puis s’en vient narguer Philippe VI aux environs même de Paris avant de remonter vers la Picardie. Philippe, qui tente de l’intercepter, subit une écrasante défaite à Crécy. Cette bataille terrestre a des conséquences navales importantes, puisqu’elle permet à Édouard de mettre le siège devant Calais. La ville, attaquée par terre et par mer, résiste onze mois. Lorsqu’elle se rend, le 4 août 1347, elle offre aux Anglais une porte d’entrée idéale dans le royaume. Édouard, qui ne s’y trompe pas, chasse la population pour y installer des colons anglais. À moins d’une journée de navigation de Douvres, Calais va rester plus de deux siècles une base avancée anglaise en terre française et servir dans ce conflit de point de départ à d'autres chevauchées meurtrières.
Une trêve est conclue entre Philippe VI et Édouard III, ce qui n’empêche pas la guerre de continuer sur mer. À ce jeu, les alliés castillans, tenaces, représentent bientôt la menace la plus importante pour les convois et le commerce anglais. Le prince Don Carlos de la Cerda, qui combat pour Philippe VI, devient un danger suffisant pour qu’Édouard III et son fils, le Prince Noir, prennent la mer en personne en août 1350 pour tenter d’en finir avec lui. La rencontre a lieu au large de Winchelsea et donne lieu à un combat acharné dont les Anglais ne sortent que très difficilement vainqueurs. Édouard III y gagne le surnom de « Vengeur des Marchands » et de « Roi de la mer », ce qui montre encore une fois l’importance attachée par la couronne anglaise à contrôler la Manche.

##### CharlesVet la reprise de la guerre navale

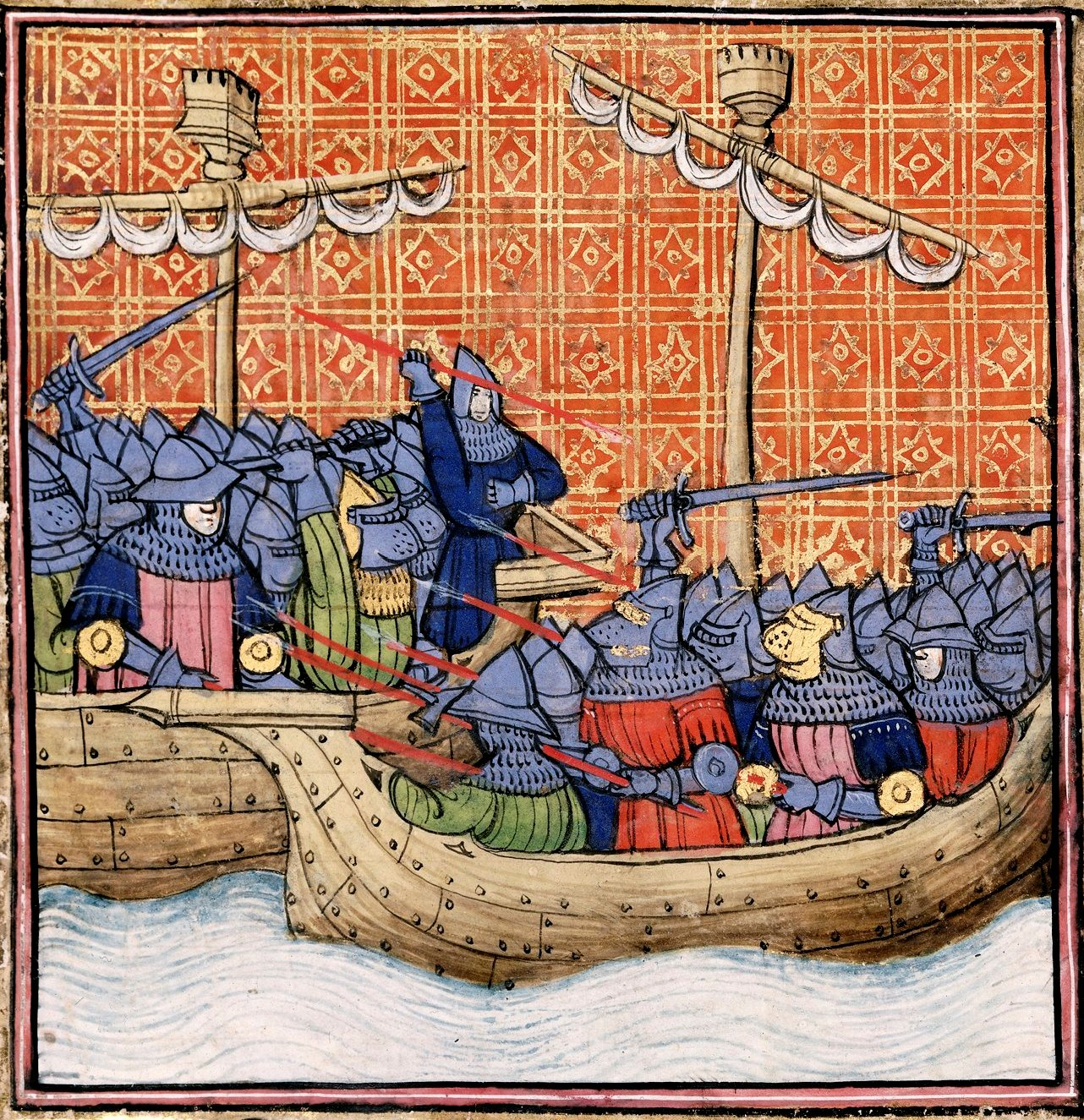
La bataille de la Rochelle, en 1372. Cette éclatante victoire due aux alliés castillans redonne confiance aux Français et leur permet de relancer la flotte.

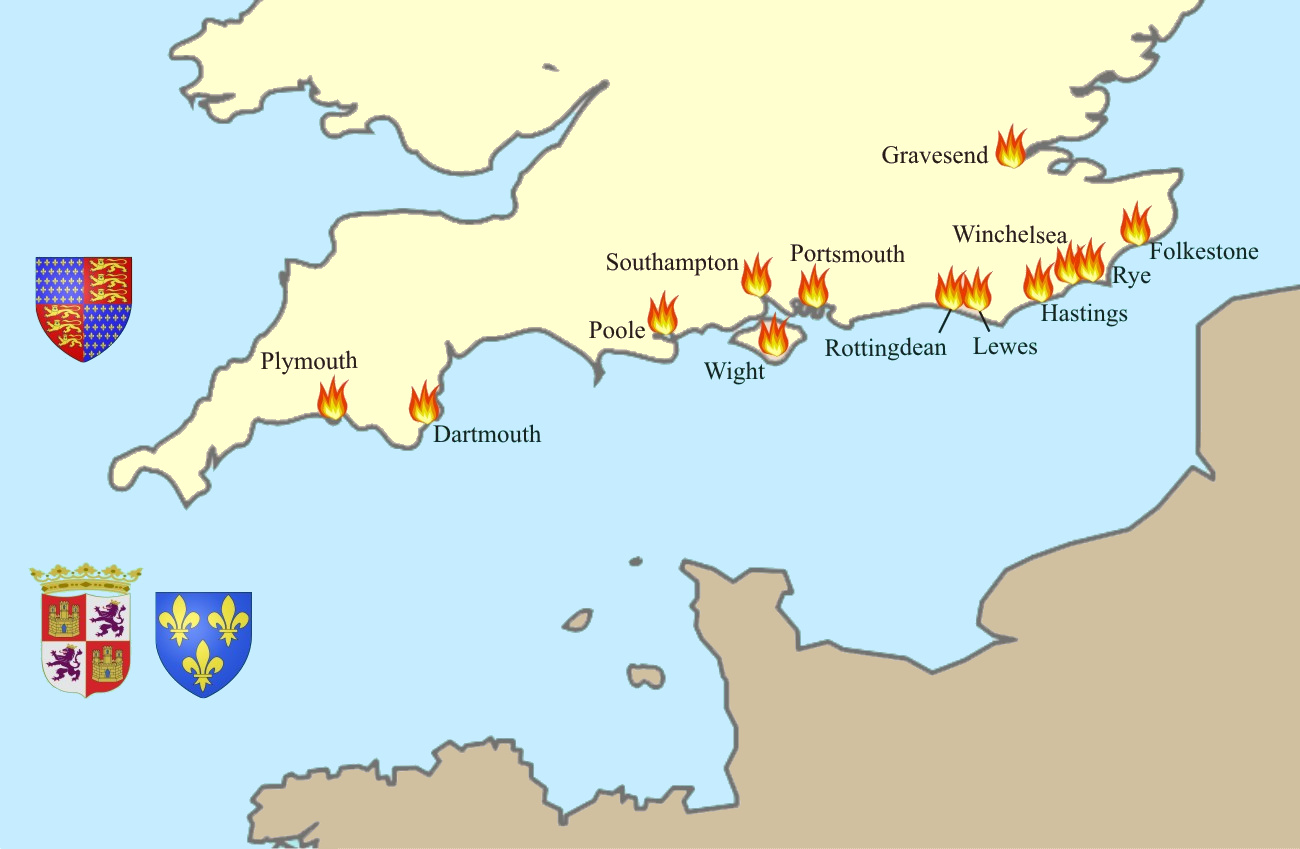
Les raids de Jean de Vienne sur les côtes anglaises en 1377-1380. Grâce à l'effort naval entrepris par Charles V, la Manche repasse sous contrôle français et on tente même un débarquement en Écosse.

Les années 1340-1360, marquées par les défaites, la peste noire, les révoltes paysannes, les troubles politiques, les ravages des grandes compagnies et un premier démembrement du territoire, sont parmi les plus sombres de l'histoire du royaume. Avec le règne de Charles V de France, le pays se stabilise enfin et entame un mouvement de reconquête. Sur terre, il est mené par Bertrand Du Guesclin, mais sur mer, le roi doit s’en remettre encore à l’allié castillan. Le choix est judicieux, car en août 1372, alors que les Français attaquent le Poitou, la bataille de La Rochelle rétablit la situation navale. À l’issue de deux jours de combat devant le port, les 22 galères castillanes d’Ambrosio Boccanegra, capturent ou détruisent la totalité des 36 nefs anglaises de Jean de Hastings, ainsi que les 14 navires de transport chargés d'importants renforts. Les canons dont étaient équipés les navires espagnols ont balayé les ponts chargés d’archers et beaucoup de bâtiments anglais, maladroitement envasés en attendant la marée, ont été incendiés par des brûlots.
Cette belle victoire hâte la reprise de la Rochelle et la reconquête de la région. Charles V, retrouvant confiance en l’efficacité de la force navale, renouvelle les initiatives de Philippe le Bel et dote celle-ci des moyens de remplir sa quadruple mission de protection des côtes, d’interruption des flottes ennemies entre l’Angleterre et la Guyenne, de diversion en Écosse et de contre-attaque en Angleterre. L’ordonnance de 1373 organise l’Amirauté de France en tant que juridiction et commandement. Jean de Vienne, l’étoile montante de cette nouvelle marine, en prend la charge cette même année. L’année suivante, est rénovée, à Rouen, le Clos des Galées, chantier de construction et d’arsenal, tandis que Harfleur sert de base avancée pour des opérations dans la Manche. Jean de Vienne fait rendre au roi l’ordonnance de 1376 qui règle l’exploitation des forêts de Normandie pour les chantiers navals. Cette même année, on remet en vigueur des ordonnances anciennes sur la « garde de mer » par l’aménagement d’un réseau de feux allumés pour alerter jusqu’à six lieues à l’intérieur les populations astreintes au service du guet sur la côte. D’autre part, l’un des bénéfices du retour du duc de Bretagne sinon à une fidélité constante, du moins à la neutralité, permet aux corsaires de se manifester aux dépens des Anglais de Saint-Malo à Belle-Ile, et du Croisic à la Gironde. Du fait de cette politique, l’Angleterre, jusqu’à Henri V et la prise d’Harfleur, se tint, en mer, sur la défensive. Les missions de la marine anglaise étaient tout autres et beaucoup plus difficiles. Il lui fallait assurer la sécurité des communications avec Calais, la Bretagne, Bordeaux et Bayonne, interdire aux Français l’accès à l’Écosse par la mer du Nord et protéger les côtes anglaises.
En 1377, la flotte royale compte 120 navires de guerre dont 35 vaisseaux de haut bord équipés d’artillerie (contre seulement 10 en 1376). En 1379, elle compte 21 navires de plus, auxquels il faut ajouter huit galères castillanes et cinq portugaises. Avec cet outil naval, Jean de Vienne, peut passer à l’offensive. En 1377, avec 35 nefs et quelques galères, il sème la panique sur les côtes anglaises : le 29 juin, il ravage Rye et l’île de Wight, puis Folkestone le 20 juillet. Il fait ensuite une descente à Dartmouth et à Plymouth. En août, il prend Yarmouth, incendie Poole et Hastings. Southampton partage le même sort. À la mi-septembre, il est devant Calais, menaçant d’en perturber les communications avec l’Angleterre. En avril 1378, il assure la défense de la Basse-Seine contre les attaques anglaises de représailles. En juin, il repousse une escadre ennemie devant Cherbourg et s’en va piller Fowey. En 1380, il rançonne Jersey et Guernesey et ravage, avec l’aide des corsaires basques les côtes ouest de l’Angleterre. Une escadre franco-espagnole brûle Winchelsea, Gravesend, et sème la panique jusqu’à Londres, plusieurs fois mise en alerte pendant ces trois années. Ces raids, par ailleurs mal connus de l'historiographie française, sont le pendant maritime des chevauchées anglaises. Ils font aussi de Jean de Vienne le premier marin français à avoir conçu et mis en œuvre une véritable stratégie navale.
Charles V meurt en 1380 avant la fin de la reconquête, car les Anglais restent maîtres de Bordeaux, Bayonne, Brest, Cherbourg et Calais, ce qui leur permet toujours de débarquer où bon leur semble.

##### SousCharlesVI(1380–1422)
Le roi Charles VI arrive au pouvoir en succédant à Charles V qui n'ayant pas réussi à mettre fin aux troubles intérieurs (Jean IV en Bretagne, Harelle en Normandie, Maillotins à Paris, Tuchins en Languedoc et Chaperons Blancs à Gand) ni à libérer plusieurs territoires français encore sous contrôle Anglais, oblige le nouveau roi à poursuivre l’effort naval.
La confiance, qui semble complètement revenue, permet même d’envisager, en 1385, un débarquement en Angleterre. Comme en 1340, on masse des troupes et des navires en Flandre, à L'Écluse (Sluis en hollandais). L'amiral de France, Jean de Vienne, qui assure le commandement, brise une tentative de blocus anglais à la bataille navale de L’Écluse, puis achemine ses 180 navires jusqu’à Édimbourg en Écosse alors que la flotte anglaise, qui craignait une attaque sur Londres, s’est repliée sur la Tamise. Le débarquement, à Dunbar et Leith, se passe sans difficulté et le château de Wark est pris. Mais les Écossais n’ont pas les moyens d’entretenir une telle troupe et la coordination se passe mal. Les navires et les équipages végètent et dépérissent. En novembre, l’échec de cette étonnante expédition est consommé. La flotte rentre, alors que l’Angleterre, par ailleurs en pleines difficultés intérieures, était réellement à portée de main.
En 1390, Louis II de Bourbon, un oncle du roi Charles VI, dirige une expédition en Barbarie contre la ville portuaire de Mahdia (Tunisie).
En 1391, le roi Charles VI crée au sud de la ville de Harfleur un arsenal appelé le Clos aux galées, comme celui de Rouen. En 1397, le duc Jean IV de Bretagne récupère Brest aux Anglais.
En 1402, l'explorateur navigateur dieppois Jean de Béthencourt conquiert les îles Canaries dans l'Océan Atlantique. Retourné en France, le règne agité de Charles VI ne lui permit d’en recevoir aucun secours pour continuer sa conquête. Jean de Béthencourt sera soutenu par Henri III, roi de Castille, c’est ainsi que les îles Canaries sont restées à l’Espagne.

###### Révolte des Gallois (1400–1415)
En 1403, après dix-huit ans de trêve navale, l'aide pour la révolte des Gallois (1400–1415) relance les préparations à Brest pour débarquer en Angleterre qui tente d'y mettre fin en entrant dans le port breton,, mais les Français vainquent la flotte anglaise et débarquent en 1404 au pays de Galles où deux villes sont conquises : Harlech puis Caernarfon.
Guillaume II du Chastel prend part au raid de Blackpool Sands pendant lequel il est tué. Tanneguy III du Chastel, attaque la ville de Dartmouth et pille la côte pendant deux mois.
Des expéditions franco-galloises effectuent des raids contre les côtes du comté de Devon (Angleterre).
Les Anglais, voulant de nouveau empêcher la formation d'une flotte dans la rade de Brest, débarquent sur la côte de Guérande mais sont à nouveau vaincus par les Français qui vont à Plymouth où sept navires anglais sont capturés avant d'aller piller la ville de Falmouth (Angleterre).
Voulant empêcher la préparation d'une flotte française d'invasion de l'Angleterre, les Anglais attaquent de nouveau L’Écluse en 1405. Mais les Anglais battent retraite et vont piller la région de Saint-Vaast-la-Hougue (Cotentin) avant que des secours n'arrivent de Harfleur.
Partie de Brest, une flotte française débarque à Milford Haven, dans le comté de Pembroke, à l'ouest du pays de Galles et prend la ville de Milford puis la ville d'Haverford mais les Franco-Gallois échouent devant le port de Tenby. Ils prennent alors Carmarthen mais échouent à Worcester (Angleterre).
En 1406, une flotte franco-castillane commet un raid sur Jersey.

###### Guerre civile entre Armagnacs et Bourguignons
Les Anglais vont profiter de la guerre civile entre Armagnacs et Bourguignons pour prendre Cherbourg en 1410 leur ouvrant la Normandie. Mais une flotte anglaise qui assiège le Mont-Saint-Michel est chassée par une flotte bretonne commandée par Brient de Chateaubriand en 1413.
Après avoir débarqués en 1415 à Chef-de-Caux près de l'estuaire de la Seine, les Anglais prennent Harfleur et de là, ils entreprennent une chevauchée en remontant vers leur territoire de Calais pendant laquelle ils vainquent l'armée française à Azincourt.
Les Français tentent de reprendre Harfleur, mais sont vaincus à la bataille de Chef-de-Caux en 1416.
Après la prise de Rouen par les Anglais, Dieppe et Fécamp se rendent à leur tour aux Anglais en 1419.
Pour empêcher une flotte française de chercher des soldats écossais, une flotte anglaise tentant d'entrer dans le port de La Rochelle est vaincue.

##### SousCharlesVII(1422–1461)

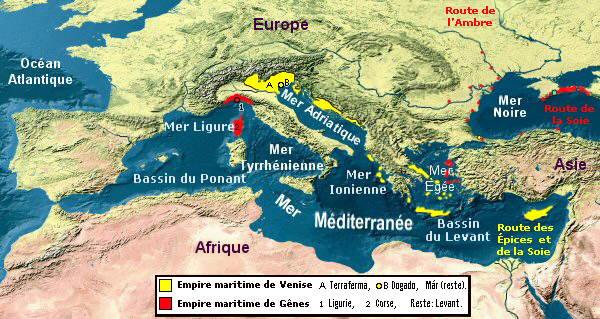
Suite à son premier voyage au Proche-Orient en 1432, Jacques Cœur développe une flotte commerciale méditerranéenne afin de s'affranchir des intermédiaires italiens dans les relations avec le Levant.

En 1422, quand le père du dauphin Charles VII décède, le petit roi de Bourges, âgé de dix-neuf ans, refuse de céder la France donnée par son père au roi d'Angleterre lors du traité de 1420 à Troyes.
Du côté de la Méditerranée, le Languedoc reste encore sous le contrôle de la France alliée à la vicomté de Narbonne et au comté de Provence, du côté de l'Atlantique, ce sont le Poitou et l’Aunis, mais du côté de la Manche, les littoraux de la Normandie étant sous contrôle des Anglais, seuls sont accessibles les littoraux du duché de Bourgogne et de la Bretagne, avant leur alliance de 1423 avec les Anglais, et qui malgré ce traité, encerclent le Mont-Saint-Michel.
Yolande d'Aragon (alias de Sicile), dont la fille aînée, Marie d'Anjou, s'est mariée en 1422 avec le dauphin Charles VII, quitte la Provence dont Marseille, est pillée par la flotte d'Alphonse V d'Aragon. Yolande met en route le premier traité avec la Bretagne.
Entre 1423 et 1425, une flotte bretonne réussit plusieurs fois à ravitailler le Mont-Saint-Michel.
Mais en 1427, la Bretagne réaffirme son ancienne allégeance à l'Angleterre, alors que le traité d'Arras de 1435 unit la Bourgogne avec la France qui par une succession de victoires intercalées entre de rares défaites, va récupérer, petit à petit, son littoral français occupé par les Anglais.
Les Français reprennent le pays de Caux (Dieppe et Eu) mais abandonnent au siège de Calais (1436).
Puis ils récupèrent Harfleur mais les Anglais la reprennent au bout de cinq mois en 1440. En 1443, les Anglais tentent de reprendre Dieppe, mais abandonnent à leur tour.
En 1444, pour les fiançailles du roi anglais Henri VI avec Marguerite d'Anjou, nièce du roi Charles VII, une trêve franco-anglaise sur terre et sur mer est signée.
Mais en 1449, les Anglais vont prendre la ville bretonne de Fougères, faisant unir la France et la Bretagne dans une campagne de reconquête : Rouen puis Harfleur redeviennent françaises, puis de l'autre côté de la Seine, Honfleur en 1450, suivi d'Avranches, Cherbourg et enfin Bordeaux et Bayonne en 1451. Cependant, l'année suivante, Bordeaux est reprise par les Anglais, ainsi que le sud de la Saintonge, mais les Français reprennent définitivement en 1453 la capitale girondine aux Anglais.

## La Renaissance

### Les hésitations de la monarchie
La perte de l'indépendance politique de la Bretagne (1491) permet à la flotte française d'avoir la puissante flotte bretonne comme alliée. L’arsenal de Brest, base de la flotte bretonne, est désormais contrôlé par la marine française. L’épisode de la Cordelière est le fait d’armes principal de la flotte bretonne au début du XVIe siècle dans le cadre d'une guerre franco-anglaise.
Pour résister à Charles Quint, François Ier fait appel au corsaire génois Andrea Doria et au turc Barberousse.

## Crédit d'auteurs
- Cet article est partiellement ou en totalité issu de l'article intitulé « Histoire de la marine française » (voir la liste des auteurs).